# 萨默塞特公爵
森麻實郡的森麻實公爵（英語：Duke of Somerset），為一曾被五次冊封的英格蘭貴族爵位。其主要跟兩個家族有聯繫：蒲福家族（由1448年被冊封起至1471年）及西摩（由1547年被冊封起至今）。當前冊封的爵位非常獨特，因獲冊封者與冊封者為同一人（英格蘭護國公用侄子愛德華六世賦其之權利自封）。
此爵位的次等爵位為西摩男爵（英語：Baron Seymour），被持有人長子及繼承人作爲禮遇頭銜使用。雖在英倫諸島所有公爵爵位繼承人當中此禮遇頭銜的等級最低，但在禮儀順序中因公爵的順序較前（比其更早冊封的非王室公爵只有諾福克公爵）而比其他公爵爵位繼承人為先。
森麻實公爵曾持有其他不同爵位，但全部均已絕嗣。其包括：肯德爾伯爵（1433年獲封，1444年絕嗣）、森麻實伯爵（1397年獲封，1461年被廢）、多塞特侯爵（1397年獲封，1399年被降一級；1442年重新獲封，1461年被廢）、森麻實侯爵（1397年獲封，1399年被降一級）、多塞特伯爵（1441年獲封，1461年被廢）、羅徹斯特子爵（1397年獲封，1645年絕嗣）、阿什的博尚子爵（1536年獲封，1552年被廢）、赫福伯爵（1537年獲封，1552年被廢；1559年重新獲封，1750年絕嗣）、阿什的博尚男爵（1559年獲封，1750年絕嗣）、赫福侯爵（1640年獲封，1675年絕嗣）、特羅布里奇的西摩男爵（1641年獲封，1750年絕嗣）、珀西男爵（1722年獲封，1750年與公爵爵位分離）、埃格雷蒙特伯爵（1749年獲封，1750年與公爵爵位分離）、科克茅斯男爵（1749年獲封，1750年與公爵爵位分離），以及聖莫爾伯爵（1863年獲封，1885年絕嗣）。

## 瑪蒂爾達皇后冊封
在1141年登斯特的威廉·德·莫亨（？—約1155年）獲瑪蒂爾達皇后封為森麻實伯爵。他為瑪蒂爾達皇后的支持者，並獲皇后的寵信，在她與斯蒂芬的内戰中貢獻良多（獲得了「西部之鞭」的綽號）。此爵位並未得到斯蒂芬或亨利二世（瑪蒂爾達之子）的承認，莫亨之後代亦未曾使用此爵位。

## 蒲福家族

蒲福家族紋章：愛德華三世之皇家紋章（現代法國式樣），再以藍白相間圍框。

約翰·蒲福（1371年或1373年—1410年）是岡特的約翰與嘉芙蓮·斯溫福德之長子。在1397年2月10日他獲封森麻實伯爵，並在和第二代肯特伯爵托馬斯·霍蘭德之女瑪嘉烈·霍蘭德結婚後，於同年9月9日獲封森麻實侯爵和在9月29日獲封多塞特侯爵。但在1399年亨利四世登基後，其侯爵爵位被廢除。
第一代伯爵逝世後，其子亨利·蒲福（1401年—1418年）承繼了森麻實伯爵此爵位。但因其早逝，爵位遂傳至其弟約翰·蒲福（1404年—1444年）。他於1443年8月28日獲加封森麻實公爵和肯德爾伯爵，但在1444年5月27日逝世（死因可能為自殺），公爵和肯德爾伯爵遂而絕嗣。此爵位之後傳至其弟莫爾坦伯爵埃德蒙·蒲福（約1406年—1455年）。他在1442年8月18日已獲封多塞特伯爵及在1443年6月24日加封為多塞特侯爵，並在1448年3月31日再加封為森麻實公爵。儘管此公爵爵位為重新冊封（與第一代公爵所持之爵位無關），一般仍稱他作第二代森麻實公爵。
第二代公爵在1455年5月22日的第一次聖奧爾本斯戰役中被殺，爵位傳之其子多塞特伯爵亨利·蒲福（1436年—1464年）。1461年3月29日他在陶頓戰役中戰敗並流亡到蘇格蘭，亦在同年11月4日被剝奪稱號及沒收財產。儘管在1463年3月10日愛德華四世歸還其被剝奪的稱號，但其仍於1464年5月15日的赫克瑟姆戰役中因涉嫌叛變反對愛德華四世而遭斬首。
第三代公爵終身未婚，但其私生子查理斯·森麻實成爲第一代伍斯特伯爵。雖然第三代公爵的所有頭銜被國會宣告廢除，但其弟埃德蒙·蒲福（約1439年—1471年）仍被蘭開斯特家族的支持者稱作森麻實公爵。在蒂克斯伯里戰役中第四代公爵逃至蒂克斯伯里修道院，在該處被約克軍斬首，屍體葬於修道院中。他的死亡也標記著蒲福家族合法後代的絕滅。

## 王室爵位
在1499年亨利七世在他兒子埃德蒙受洗時提議封其為森麻實公爵，但因爲埃德蒙在一年後便夭折，故他應從未正式獲得冊封。
亨利八世之私生子，亨利·菲茨羅伊（1519年—1536年）在1525年6月18日獲封諾丁漢伯爵及里奇蒙和森麻實公爵。由於菲茨羅伊並無嗣，所持的爵位故亦一同絕滅。

## 詹姆士一世治下的森麻實伯爵
1611年3月25日，羅伯特·卡爾（約1590年—1645年）獲詹姆士一世封為羅徹斯特子爵，隨後成為樞密院顧問。卡爾爲詹姆士之寵臣，在1612年第一代索爾茲伯里伯爵死後擔任國王秘書，並在1613年11月3日獲封為森麻實伯爵。因他在1645年7月死時並無男嗣（僅有一女安妮），故爵位同時絕嗣。

## 西摩家族及十七世紀中蒲福家族對爵位的主張

西摩家族紋章：紅底，兩金色、翼尖向下的相連翅膀

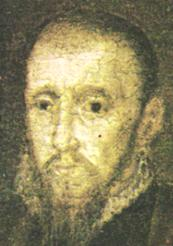
第一代公爵愛德華·西摩

第一代萨默塞特公爵爱德华·西摩（約1500年—1552年）是亨利八世第三任王后珍·西摩之兄。在1536年亨利封西摩為阿什的博尚子爵（英語：Viscount Beauchamp）及在1537再封其為赫特福德伯爵（英語：Earl of Hertford），並在他侄子登基後成爲護國公。西摩曾結婚兩次：他在約1535年時和第一任妻子，嘉芙蓮·菲洛離婚，和她及所生子女斷絕關係，並與安妮·斯坦霍普結婚，生了9個子女。在樞密院的默許下，他在1547年自封為森麻實公爵，並從托馬斯·波默羅伊爵士手中買下了貝利波默羅伊城堡，儘管他一生中可能從未去過該城堡。
在失去護國公一職不到兩年，西摩就被剝奪爵位，並且在1552年1月22日被斬首。他擔任的職位則由諾森伯蘭公爵約翰·達德利接任，其務實作風跟西摩那充滿空想與傲慢的作風形成了鮮明對比。
在1644年查理一世將格拉摩根伯爵封給愛德華·森麻實（1613年—1667年），第三代公爵私生子查理斯·森麻實的後代。爲了答謝愛德華前往愛爾蘭尋求軍事支持，查理斯一世答應會封愛德華為森麻實公爵。在英格蘭聯邦治下愛德華被驅逐出英格蘭，其財產也被沒收。在君主復辟後儘管其財產被政府歸還，但他對森麻實公爵及格拉摩根伯爵的主張則遭到上議院否決。此使得查理二世可以將森麻實公爵此爵位歸還給威廉·西摩（1588年—1660年）。

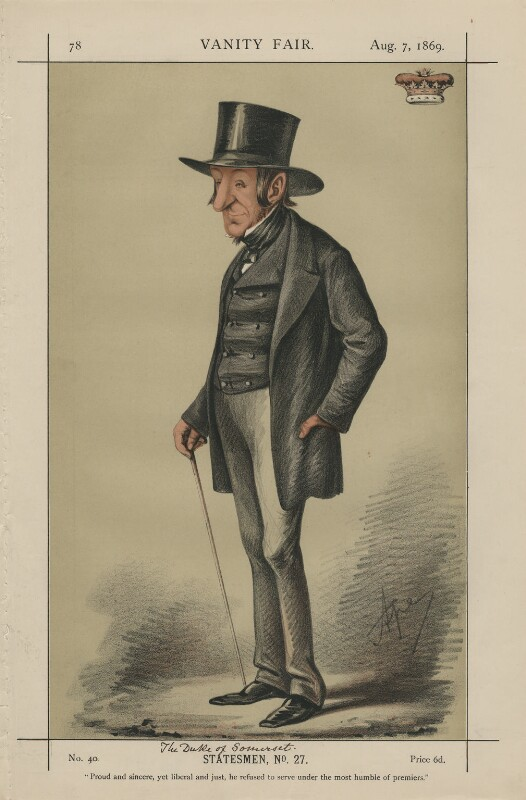
第十二代森麻實公爵愛德華·阿道弗斯·西摩

威廉·西摩為愛德華·西摩（1538年—1621年）之孫。愛德華則為第一代森麻實公爵之子，伊麗莎白一世在1559年封他為赫特福德伯爵和阿什的博尚男爵。威廉（1588年—1660年）在1610年6月22日與阿拉貝拉·斯圖亞特秘密結婚。她是達恩利勳爵之侄，詹姆士一世之堂親（除詹姆士子女之外的首位王位繼承人）。因爲他們秘密結婚，因而同被囚禁。威廉及後成功逃至巴黎，但阿拉貝拉則在逃亡時再被捕獲，囚於倫敦塔至死。
威廉在阿拉貝拉死後不久重回英格蘭，並在1621年承繼父親之爵位。因為威廉一直支持查理一世，查理在1640年冊封威廉為赫特福德侯爵。而威廉則在1660年9月13日，在森麻實公爵此一爵位消失了108年後，作爲合法繼承人重新獲封為森麻實公爵。由於威廉的前三個兒子均比他早死，故爵位在威廉死後傳之其三子（1626年—1654年）之子，威廉·西摩（1652年—1671年）。第三代公爵無後，故爵位再傳至約翰·西摩（1646年—1675年），第二代公爵的幼子。雖然第四代公爵也是無後，但只有赫特福德侯爵此爵位因而絕嗣。第四代公爵之遠房親戚，第三代特羅布里奇的西摩男爵弗朗西斯·西摩（1658年—1678年）繼承了公爵爵位，為第五代森麻實公爵。他是第二代公爵之弟，第一代特羅布里奇的西摩男爵弗朗西斯·西摩（約1590年—1664年）之孫，第二代特羅布里奇的西摩男爵查爾斯·西摩（1621年—1665年）之長子。第一代特羅布里奇的西摩男爵是在1641年獲封男爵。
在1678年第五代公爵去世時，因他從未結婚，爵位遂傳至其弟，查理斯·西摩（1662年—1748年），第二代特羅布里奇的西摩男爵的幼子。第六代公爵，綽號「高傲的公爵」，是安妮女王的寵臣。他第一次婚姻和伊麗莎白·珀西，第十一代諾森伯蘭伯爵喬斯林·珀西（1644年—1670年）之女。她於1722年去世，西摩則在1725年再娶夏洛特·芬奇（1711年—1773年），第二代諾丁漢伯爵丹尼爾·芬奇之女。第六代公爵於1748年12月2日在修適士的佩特沃斯大宅去世，爵位遂由其與伊麗莎白所生的兒子，珀西男爵阿爾吉儂·西摩（1684年—1750年）繼承。
其他次等爵位
阿爾吉儂在1722年獲封珀西男爵，並在繼承其父親的公爵爵位後於1749年獲封為諾森伯蘭伯爵（由其外祖父所持之原爵位在1670年絕嗣）、埃格雷蒙特伯爵和科克茅斯男爵。
珀西男爵在冊封時被規定爵位在沒有男嗣時是由阿爾吉儂之女伊麗莎白·西摩所繼承；埃格雷蒙特伯爵和科克茅斯男爵是由阿爾吉儂之妹，嘉芙蓮·西摩（1693年—1731年）的後代所繼承；諾森伯蘭伯爵則是由伊麗莎白的丈夫休·史密森爵士所繼承。因此在1750年阿爾吉儂逝世時，由於他沒有男嗣，故他持有之爵位遂按冊封時之規定傳至不同家族（赫福伯爵、阿什的博尚男爵和特羅布里奇的西摩男爵因而絕嗣；森麻實公爵和西摩男爵則由阿爾吉儂的遠房親戚繼承）。
後代
第六代貝利波默羅伊從男爵愛德華·西摩（1694年—1757年）在1750年繼承森麻實公爵和西摩男爵的爵位，是爲第八代森麻實公爵。第一代從男爵為愛德華·西摩爵士（1556年—1613年），第一代公爵與嘉芙蓮·菲洛之孫，第一代公爵的第七代子孫。第四代從男爵在查理二世在位期間曾任下議院議長，並將住所由貝利波默羅伊城堡搬至布拉德利莊園。
在第八代公爵死後，其爵位由他的長子愛德華·西摩（1717年—1792年）繼承。他從未結婚，死後爵位由其弟韋伯·西摩（1718年—1793年）繼承。其子愛德華·阿道弗斯·聖莫（1775年—1855年）是一名數學家，並在父親死後繼承其爵位。雖然他將姓氏改爲聖莫（英語：St. Maur），但仍經常使用西摩此姓。

## 第十二代至十九代公爵
第十一代公爵死後由其長子愛德華·阿道弗斯·西摩（1804年—1885年）繼承爵位，並在1863年獲封貝利波默羅伊的聖莫伯爵。其長子，愛德華·A·F·西摩，是一位軍人，曾化名「理查·沙士菲」以志願兵身份加入朱塞佩·加里波第的軍隊。
第十二代公爵在1885年12月28日去世，由於其兒子先於他去世，兒子又沒有合法子孫，故聖莫伯爵絕嗣，森麻實公爵爵位則傳至第十二代公爵之弟，未婚的阿奇博·亨利·阿爾吉儂·西摩（1810年—1891年）。第十三代公爵在幾年後去世，爵位傳至第十一代公爵之幼子阿爾吉儂·珀西·班克斯·聖莫（1813年—1894年），是爲第十四代公爵。他也在幾年後去世，爵位傳至其子阿爾吉儂·聖莫（1846年—1923年）。由於他無嗣，爵位再傳至其遠房親戚愛德華·咸美頓·西摩（1860年—1931年），第八代公爵之幼子弗朗西斯·西摩（1726年—1799年）的玄孫，為第十六代公爵。其死後爵位由其子伊夫林·弗朗西斯·西摩（1882年—1954年）繼承。他死後爵位由其子珀西·咸美頓·西摩（1910年—1984年）繼承為第十八代公爵。
現任公爵為第十八代公爵之子，第十九代公爵約翰·米高·愛德華·西摩，於1952年出生。現繼承人則為第十九代公爵之子，西摩男爵塞巴斯蒂安·西摩（於1982年出生）。

## 紋章
|  | 冠冕公爵冠冕 飾章一原色鳳凰由火中升起，置於冠冕之上 盾紋四等分——第一和第四分區：金底，在六個藍百合花飾間有一紅色楔形，上有三隻英格蘭徽章之獅子（於亨利八世與珍·西摩大婚時所賜）；第二和第三分區：紅底，一對金色、翼尖向下的相連翅膀（西摩）。 扶盾者左為一銀色獨角獸、金角、金鬃、金尾，頸戴一藍金半分冠冕，冠冕連著一金色鎖鏈；右為一藍色公牛、金角、金爪，頸戴一金色冠冕，冠冕連著一金色鎖鏈。 銘言FOY POUR DEVOIR |

## 森麻實伯爵，第一次冊封（1141年）
- 第一代森麻實伯爵登斯特的威廉·德·莫亨（英语：William de Mohun of Dunster, 1st Earl of Somerset）（死於約1155年），其後代並未曾使用此爵位。

## 森麻實伯爵，第二次冊封（1397年）
- 第一代萨默塞特伯爵約翰·蒲福（1371年或1373年—1410年），岡特的約翰之長子

## 森麻實侯爵（1397年）
- 第一代森麻實侯爵，第一代多實侯爵約翰·蒲福（1371年或1373年—1410年）因其反對訴追派貴族（英语：Lords Appellant）而受封侯爵

## 森麻實伯爵，第二次冊封（1397年；被降級）
- 第一代森麻實伯爵約翰·蒲福（1371年或1373年—1410年），在亨利四世於1399年登基後失去其侯爵爵位
- 第二代森麻實伯爵亨利·蒲福（英语：Henry Beaufort, 2nd Earl of Somerset）（1401年—1418年），第一代伯爵之長子
- 第一代森麻實公爵，第三代森麻實伯爵約翰·蒲福（英语：John Beaufort, 1st Duke of Somerset）（1404年—1444年），第二代伯爵之弟，1443年獲封森麻實公爵（見下文）
- 第四代森麻實伯爵埃德蒙·蒲福（英语：Edmund Beaufort, 2nd Duke of Somerset）（約1406年—1455年），第三代伯爵之弟，1448年伯爵爵位被升作公爵爵位（見下文）

## 森麻實公爵，第一次冊封（1443年）
- 第一代森麻實公爵約翰·蒲福（1404年—1444年），因死時無嗣，故公爵絕嗣

## 森麻實公爵，第二次冊封（1449年）
通常視作第二至第四代公爵而將約翰，埃德蒙之兄，計算在内。約翰之爵位技術上已絕嗣。
- 第二代薩默塞特公爵埃德蒙·博福特（約1406年—1455年），1448年被封為薩默塞特公爵
- 第三代薩默塞特公爵亨利·博福特（1436年—1464年），埃德蒙之長子，（1461年至1463年時爵位被剝奪）
- 第三代森麻實公爵埃德蒙·蒲福（英语：Edmund Beaufort, 4th Duke of Somerset）（約1439年—1471年），埃德蒙之二子，仍被蘭開斯特家族的支持者稱作森麻實公爵（見條目）

## 森麻實公爵，第三次冊封（1499年）
- 第一代森麻實公爵埃德蒙·都鐸（1499年—1500年），亨利七世之三子，夭折

## 列治文和森麻實公爵（1525年）
- 第一代列治文和森麻實公爵亨利·菲茨羅伊（1519年—1536年），亨利八世之私生子，無嗣

## 森麻實公爵，第四次冊封（1547年）
- 第一代萨默塞特公爵爱德华·西摩（約1500年—1552年），愛德華六世之舅父，護國公。於1552年被斬首及剝奪爵位。

其後代見博尚子爵、赫福侯爵和赫福伯爵

## 森麻實伯爵，第三次冊封（1613年）
- 第一代森麻實伯爵羅伯特·卡爾（英语：Robert Carr, 1st Earl of Somerset）（約1590年—1645年）詹姆士六世及一世的寵臣，無嗣

## 森麻實公爵，第四次冊封（1547年；1660年歸還爵位）
- 第二代薩默塞特公爵威廉·西摩（William Seymour, 2nd Duke of Somerset，1588年—1660年），第一代公爵之第四子赫特福德伯爵之孫。為騎士黨一員，在復辟後獲歸還爵位
  - 博尚勳爵亨利·西摩（Henry Seymour, Lord Beauchamp，1626年—1654年），第二代公爵之第三子，早於其父去世
- 第三代薩默塞特公爵威廉·西摩（William Seymour, 3rd Duke of Somerset，1652年—1671年），博尚勳爵亨利·西摩之子
- 第四代薩默塞特公爵約翰·西摩（John Seymour, 4th Duke of Somerset，1646年—1675年），第二代公爵之幼子
- 第五代薩默塞特公爵法蘭西斯·西摩（Francis Seymour, 5th Duke of Somerset，1658年—1678年），第四代公爵之堂姪，第二代公爵之弟特羅布里奇的西摩男爵（英语：Francis Seymour, 1st Baron Seymour of Trowbridge）之孫
- 第六代薩默塞特公爵查爾斯·西摩（Charles Seymour, 6th Duke of Somerset，1662年—1748年），綽號「高傲的公爵」，第五代公爵之弟
- 第七代薩默塞特公爵阿爾吉儂·西摩（Algernon Seymour, 7th Duke of Somerset，1684年—1750年），第六代公爵之子
  - 博尚子爵喬治·西摩（George Seymour, Viscount Beauchamp，1725年—1744年），第七代公爵之子，早於其父去世，無嗣
- 第八代薩默塞特公爵愛德華·西摩（Edward Seymour, 8th Duke of Somerset，1694年—1757年），第一代公爵之孫第一代貝利波默羅伊從男爵之來孫
- 第九代薩默塞特公爵愛德華·西摩（Edward Seymour, 9th Duke of Somerset，1717年—1792年），第八代公爵之長子
- 第十代薩默塞特公爵韋伯·西摩（Webb Seymour, 10th Duke of Somerset，1718年—1793年），第八代公爵之次子
- 第十一代薩默塞特公爵愛德華·聖摩爾（Edward St Maur, 11th Duke of Somerset，1775年—1855年），第十代公爵之子
- 第十二代薩默塞特公爵愛德華·西摩（Edward Seymour, 12th Duke of Somerset，1804年—1885年），第十一代公爵之長子
  - 聖摩爾伯爵斐迪南·西摩（Ferdinand Seymour, Earl St. Maur，1835年—1869年），第十二代公爵之子，早於其父去世，無合法子嗣
- 第十三代薩默塞特公爵亞契波德·聖摩爾（Archibald St Maur, 13th Duke of Somerset，1810年—1891年），第十一代公爵之次子
- 第十四代薩默塞特公爵阿爾吉儂·聖摩爾（Algernon St Maur, 14th Duke of Somerset，1813年—1894年），第十一代公爵之幼子
- 第十五代薩默塞特公爵阿爾吉儂·聖摩爾（Algernon St Maur, 15th Duke of Somerset，1846年—1923年），第十四代公爵之子
- 第十六代薩默塞特公爵愛德華·西摩（Edward Seymour, 16th Duke of Somerset，1860年—1931年），第八代公爵之幼子弗朗西斯·西摩之玄孫
- 第十七代薩默塞特公爵埃弗林·西摩（Evelyn Seymour, 17th Duke of Somerset，1882年—1954年），第十六代公爵之子
- 第十八代薩默塞特公爵珀西·西摩（Percy Seymour, 18th Duke of Somerset，1910年—1984年），第十七代公爵之子
- 第十九代索美塞特公爵約翰·西摩（John Seymour, 19th Duke of Somerset，1952年—），第十八代公爵之子

現繼承人為第十九代公爵之子，西摩勳爵塞巴斯蒂安·西摩（1982年—）。

## 聖莫伯爵（1863年）
- 第十二代森麻實公爵，第一代聖莫伯爵愛德華·阿道弗斯·西摩（英语：Edward Adolphus Seymour, 12th Duke of Somerset）（1804年—1885年），爲了給其繼承人一個更高等級的禮遇頭銜（英语：Courtesy titles in the United Kingdom）而獲冊封。
  - 聖莫伯爵費迪南德·西摩（英语：Edward Adolphus Ferdinand Seymour, Earl St Maur）（1835年—1869年），第十二代公爵之長子，早於其父去世，無合法子嗣。故在1885年公爵傳至第十二代公爵之弟（英语：Archibald Henry Algernon Seymour, 13th Duke of Somerset）時，此伯爵爵位繼而絕嗣。

## 家族譜系圖
|                                                                               |                                                                               |                                                                               |                                                                               |                                                                               |                                                                               | 愛德華三世 （1312年–1377年）                                          |                                                                       |                                                                       |                                                                       |                                                                       |                                                                       |                                                                |                                                                |                                                      |                                                      |                                                                     |                                                                     |                                                                                |                                                                                |                                                                                |                                                                                |                                                                                |                                                                                |                                                                               |                                                                               |                                                                               |                                                                               |                                                                               |                                                                               |                                                             |                                                             |                                                                         |                                                                         |                                                                         |                                                                         |                                                                         |                                                                         |                                                  |                                                  |                                                              |                                                              |                                                                   |                                                                   |                                                                       |                                                                       |                                                                       |                                                                       |                                                                       |                                                                       |  |  |  |  |  |  |  |  |  |  |  |  |
|                                                                               |                                                                               |                                                                               |                                                                               |                                                                               |                                                                               |                                                                       |                                                                       |                                                                       |                                                                       |                                                                       |                                                                       |                                                                |                                                                |                                                      |                                                      |                                                                     |                                                                     |                                                                                |                                                                                |                                                                                |                                                                                |                                                                                |                                                                                |                                                                               |                                                                               |                                                                               |                                                                               |                                                                               |                                                                               |                                                             |                                                             |                                                                         |                                                                         |                                                                         |                                                                         |                                                                         |                                                                         |                                                  |                                                  |                                                              |                                                              |                                                                   |                                                                   |                                                                       |                                                                       |                                                                       |                                                                       |                                                                       |                                                                       |  |  |  |  |  |  |  |  |  |  |  |  |
|                                                                               |                                                                               |                                                                               |                                                                               |                                                                               |                                                                               |                                                                       |                                                                       |                                                                       |                                                                       |                                                                       |                                                                       |                                                                |                                                                |                                                      |                                                      |                                                                     |                                                                     |                                                                                |                                                                                |                                                                                |                                                                                |                                                                                |                                                                                |                                                                               |                                                                               |                                                                               |                                                                               |                                                                               |                                                                               |                                                             |                                                             |                                                                         |                                                                         |                                                                         |                                                                         |                                                                         |                                                                         |                                                  |                                                  |                                                              |                                                              |                                                                   |                                                                   |                                                                       |                                                                       |                                                                       |                                                                       |                                                                       |                                                                       |  |  |  |  |  |  |  |  |  |  |  |  |
|                                                                               |                                                                               | 安特衛普的萊昂內爾 第一代克拉倫斯公爵 （1338年–1368年）                       | 安特衛普的萊昂內爾 第一代克拉倫斯公爵 （1338年–1368年）                       | 安特衛普的萊昂內爾 第一代克拉倫斯公爵 （1338年–1368年）                       | 安特衛普的萊昂內爾 第一代克拉倫斯公爵 （1338年–1368年）                       | 安特衛普的萊昂內爾 第一代克拉倫斯公爵 （1338年–1368年）               | 安特衛普的萊昂內爾 第一代克拉倫斯公爵 （1338年–1368年）               |                                                                       |                                                                       | 岡特的約翰 第一代蘭開斯特公爵 （1340年–1399年）                       | 岡特的約翰 第一代蘭開斯特公爵 （1340年–1399年）                       | 岡特的約翰 第一代蘭開斯特公爵 （1340年–1399年）                | 岡特的約翰 第一代蘭開斯特公爵 （1340年–1399年）                | 岡特的約翰 第一代蘭開斯特公爵 （1340年–1399年）      | 岡特的約翰 第一代蘭開斯特公爵 （1340年–1399年）      |                                                                     |                                                                     |                                                                                |                                                                                |                                                                                |                                                                                |                                                                                |                                                                                |                                                                               |                                                                               |                                                                               |                                                                               |                                                                               |                                                                               |                                                             |                                                             |                                                                         |                                                                         |                                                                         |                                                                         |                                                                         |                                                                         |                                                  |                                                  |                                                              |                                                              |                                                                   |                                                                   |                                                                       |                                                                       |                                                                       |                                                                       |                                                                       |                                                                       |  |  |  |  |  |  |  |  |  |  |  |  |
|                                                                               |                                                                               | 安特衛普的萊昂內爾 第一代克拉倫斯公爵 （1338年–1368年）                       | 安特衛普的萊昂內爾 第一代克拉倫斯公爵 （1338年–1368年）                       | 安特衛普的萊昂內爾 第一代克拉倫斯公爵 （1338年–1368年）                       | 安特衛普的萊昂內爾 第一代克拉倫斯公爵 （1338年–1368年）                       | 安特衛普的萊昂內爾 第一代克拉倫斯公爵 （1338年–1368年）               | 安特衛普的萊昂內爾 第一代克拉倫斯公爵 （1338年–1368年）               |                                                                       |                                                                       | 岡特的約翰 第一代蘭開斯特公爵 （1340年–1399年）                       | 岡特的約翰 第一代蘭開斯特公爵 （1340年–1399年）                       | 岡特的約翰 第一代蘭開斯特公爵 （1340年–1399年）                | 岡特的約翰 第一代蘭開斯特公爵 （1340年–1399年）                | 岡特的約翰 第一代蘭開斯特公爵 （1340年–1399年）      | 岡特的約翰 第一代蘭開斯特公爵 （1340年–1399年）      |                                                                     |                                                                     |                                                                                |                                                                                |                                                                                |                                                                                |                                                                                |                                                                                |                                                                               |                                                                               |                                                                               |                                                                               |                                                                               |                                                                               |                                                             |                                                             |                                                                         |                                                                         |                                                                         |                                                                         |                                                                         |                                                                         |                                                  |                                                  |                                                              |                                                              |                                                                   |                                                                   |                                                                       |                                                                       |                                                                       |                                                                       |                                                                       |                                                                       |  |  |  |  |  |  |  |  |  |  |  |  |
|                                                                               |                                                                               |                                                                               |                                                                               |                                                                               |                                                                               |                                                                       |                                                                       |                                                                       |                                                                       | 森麻實伯爵，1397年 森麻實侯爵，1397年 (侯爵爵位被廢除，1399年)        |                                                                       |                                                                |                                                                |                                                      |                                                      |                                                                     |                                                                     |                                                                                |                                                                                |                                                                                |                                                                                |                                                                                |                                                                                |                                                                               |                                                                               |                                                                               |                                                                               |                                                                               |                                                                               |                                                             |                                                             |                                                                         |                                                                         |                                                                         |                                                                         |                                                                         |                                                                         |                                                  |                                                  |                                                              |                                                              |                                                                   |                                                                   |                                                                       |                                                                       |                                                                       |                                                                       |                                                                       |                                                                       |  |  |  |  |  |  |  |  |  |  |  |  |
|                                                                               |                                                                               |                                                                               |                                                                               |                                                                               |                                                                               |                                                                       |                                                                       |                                                                       |                                                                       | 約翰·蒲福 第一代薩默塞特伯爵 （1373年–1410年）                        |                                                                       |                                                                |                                                                |                                                      |                                                      |                                                                     |                                                                     |                                                                                |                                                                                |                                                                                |                                                                                |                                                                                |                                                                                |                                                                               |                                                                               |                                                                               |                                                                               |                                                                               |                                                                               |                                                             |                                                             |                                                                         |                                                                         |                                                                         |                                                                         |                                                                         |                                                                         |                                                  |                                                  |                                                              |                                                              |                                                                   |                                                                   |                                                                       |                                                                       |                                                                       |                                                                       |                                                                       |                                                                       |  |  |  |  |  |  |  |  |  |  |  |  |
|                                                                               |                                                                               |                                                                               |                                                                               |                                                                               |                                                                               |                                                                       |                                                                       |                                                                       |                                                                       |                                                                       |                                                                       |                                                                |                                                                |                                                      |                                                      |                                                                     |                                                                     |                                                                                |                                                                                |                                                                                |                                                                                |                                                                                |                                                                                |                                                                               |                                                                               |                                                                               |                                                                               |                                                                               |                                                                               |                                                             |                                                             |                                                                         |                                                                         |                                                                         |                                                                         |                                                                         |                                                                         |                                                  |                                                  |                                                              |                                                              |                                                                   |                                                                   |                                                                       |                                                                       |                                                                       |                                                                       |                                                                       |                                                                       |  |  |  |  |  |  |  |  |  |  |  |  |
|                                                                               |                                                                               |                                                                               |                                                                               |                                                                               |                                                                               |                                                                       |                                                                       |                                                                       |                                                                       |                                                                       |                                                                       |                                                                |                                                                |                                                      |                                                      |                                                                     |                                                                     |                                                                                |                                                                                |                                                                                |                                                                                |                                                                                |                                                                                |                                                                               |                                                                               |                                                                               |                                                                               |                                                                               |                                                                               |                                                             |                                                             |                                                                         |                                                                         |                                                                         |                                                                         |                                                                         |                                                                         |                                                  |                                                  |                                                              |                                                              |                                                                   |                                                                   |                                                                       |                                                                       |                                                                       |                                                                       |                                                                       |                                                                       |  |  |  |  |  |  |  |  |  |  |  |  |
|                                                                               |                                                                               |                                                                               |                                                                               |                                                                               |                                                                               |                                                                       |                                                                       |                                                                       |                                                                       |                                                                       |                                                                       |                                                                |                                                                |                                                      |                                                      |                                                                     |                                                                     | 森麻實伯爵，1443年                                                             | 森麻實伯爵，1443年                                                             | 森麻實伯爵，1443年                                                             | 森麻實伯爵，1443年                                                             | 森麻實伯爵，1443年                                                             | 森麻實伯爵，1443年                                                             |                                                                               |                                                                               |                                                                               |                                                                               |                                                                               |                                                                               | 森麻實伯爵，1448年                                          | 森麻實伯爵，1448年                                          | 森麻實伯爵，1448年                                                      | 森麻實伯爵，1448年                                                      | 森麻實伯爵，1448年                                                      | 森麻實伯爵，1448年                                                      |                                                                         |                                                                         |                                                  |                                                  |                                                              |                                                              |                                                                   |                                                                   |                                                                       |                                                                       |                                                                       |                                                                       |                                                                       |                                                                       |  |  |  |  |  |  |  |  |  |  |  |  |
|                                                                               |                                                                               |                                                                               |                                                                               |                                                                               |                                                                               |                                                                       |                                                                       |                                                                       |                                                                       | 亨利·蒲福 第二代森麻實伯爵 （1401年–1418年）                          | 亨利·蒲福 第二代森麻實伯爵 （1401年–1418年）                          | 亨利·蒲福 第二代森麻實伯爵 （1401年–1418年）                   | 亨利·蒲福 第二代森麻實伯爵 （1401年–1418年）                   | 亨利·蒲福 第二代森麻實伯爵 （1401年–1418年）         | 亨利·蒲福 第二代森麻實伯爵 （1401年–1418年）         |                                                                     |                                                                     | 森麻實伯爵，1443年                                                             | 森麻實伯爵，1443年                                                             | 森麻實伯爵，1443年                                                             | 森麻實伯爵，1443年                                                             | 森麻實伯爵，1443年                                                             | 森麻實伯爵，1443年                                                             | 約翰·蒲福 第三代森麻實伯爵及 第一代森麻實公爵 （1404年–1444年）               | 約翰·蒲福 第三代森麻實伯爵及 第一代森麻實公爵 （1404年–1444年）               | 約翰·蒲福 第三代森麻實伯爵及 第一代森麻實公爵 （1404年–1444年）               | 約翰·蒲福 第三代森麻實伯爵及 第一代森麻實公爵 （1404年–1444年）               | 約翰·蒲福 第三代森麻實伯爵及 第一代森麻實公爵 （1404年–1444年）               | 約翰·蒲福 第三代森麻實伯爵及 第一代森麻實公爵 （1404年–1444年）               | 森麻實伯爵，1448年                                          | 森麻實伯爵，1448年                                          | 森麻實伯爵，1448年                                                      | 森麻實伯爵，1448年                                                      | 森麻實伯爵，1448年                                                      | 森麻實伯爵，1448年                                                      |                                                                         |                                                                         |                                                  |                                                  |                                                              |                                                              | 埃德蒙·蒲福 第四代森麻實伯爵及 第二代森麻實公爵 （1406年–1455年） | 埃德蒙·蒲福 第四代森麻實伯爵及 第二代森麻實公爵 （1406年–1455年） | 埃德蒙·蒲福 第四代森麻實伯爵及 第二代森麻實公爵 （1406年–1455年）     | 埃德蒙·蒲福 第四代森麻實伯爵及 第二代森麻實公爵 （1406年–1455年）     | 埃德蒙·蒲福 第四代森麻實伯爵及 第二代森麻實公爵 （1406年–1455年）     | 埃德蒙·蒲福 第四代森麻實伯爵及 第二代森麻實公爵 （1406年–1455年）     |                                                                       |                                                                       |  |  |  |  |  |  |  |  |  |  |  |  |
|                                                                               |                                                                               |                                                                               |                                                                               |                                                                               |                                                                               |                                                                       |                                                                       |                                                                       |                                                                       | 亨利·蒲福 第二代森麻實伯爵 （1401年–1418年）                          | 亨利·蒲福 第二代森麻實伯爵 （1401年–1418年）                          | 亨利·蒲福 第二代森麻實伯爵 （1401年–1418年）                   | 亨利·蒲福 第二代森麻實伯爵 （1401年–1418年）                   | 亨利·蒲福 第二代森麻實伯爵 （1401年–1418年）         | 亨利·蒲福 第二代森麻實伯爵 （1401年–1418年）         |                                                                     |                                                                     |                                                                                |                                                                                |                                                                                |                                                                                |                                                                                |                                                                                | 約翰·蒲福 第三代森麻實伯爵及 第一代森麻實公爵 （1404年–1444年）               | 約翰·蒲福 第三代森麻實伯爵及 第一代森麻實公爵 （1404年–1444年）               | 約翰·蒲福 第三代森麻實伯爵及 第一代森麻實公爵 （1404年–1444年）               | 約翰·蒲福 第三代森麻實伯爵及 第一代森麻實公爵 （1404年–1444年）               | 約翰·蒲福 第三代森麻實伯爵及 第一代森麻實公爵 （1404年–1444年）               | 約翰·蒲福 第三代森麻實伯爵及 第一代森麻實公爵 （1404年–1444年）               |                                                             |                                                             |                                                                         |                                                                         |                                                                         |                                                                         |                                                                         |                                                                         |                                                  |                                                  |                                                              |                                                              | 埃德蒙·蒲福 第四代森麻實伯爵及 第二代森麻實公爵 （1406年–1455年） | 埃德蒙·蒲福 第四代森麻實伯爵及 第二代森麻實公爵 （1406年–1455年） | 埃德蒙·蒲福 第四代森麻實伯爵及 第二代森麻實公爵 （1406年–1455年）     | 埃德蒙·蒲福 第四代森麻實伯爵及 第二代森麻實公爵 （1406年–1455年）     | 埃德蒙·蒲福 第四代森麻實伯爵及 第二代森麻實公爵 （1406年–1455年）     | 埃德蒙·蒲福 第四代森麻實伯爵及 第二代森麻實公爵 （1406年–1455年）     |                                                                       |                                                                       |  |  |  |  |  |  |  |  |  |  |  |  |
|                                                                               |                                                                               |                                                                               |                                                                               |                                                                               |                                                                               |                                                                       |                                                                       |                                                                       |                                                                       |                                                                       |                                                                       |                                                                |                                                                |                                                      |                                                      |                                                                     |                                                                     |                                                                                |                                                                                |                                                                                |                                                                                |                                                                                |                                                                                |                                                                               |                                                                               |                                                                               |                                                                               |                                                                               |                                                                               |                                                             |                                                             |                                                                         |                                                                         |                                                                         |                                                                         |                                                                         |                                                                         |                                                  |                                                  |                                                              |                                                              |                                                                   |                                                                   |                                                                       |                                                                       |                                                                       |                                                                       |                                                                       |                                                                       |  |  |  |  |  |  |  |  |  |  |  |  |
|                                                                               |                                                                               |                                                                               |                                                                               |                                                                               |                                                                               |                                                                       |                                                                       |                                                                       |                                                                       |                                                                       |                                                                       |                                                                |                                                                |                                                      |                                                      |                                                                     |                                                                     | 瑪格麗特·博福特 （1443年–1509年） 嫁於（第二任）第一代里士满伯爵               | 瑪格麗特·博福特 （1443年–1509年） 嫁於（第二任）第一代里士满伯爵               | 瑪格麗特·博福特 （1443年–1509年） 嫁於（第二任）第一代里士满伯爵               | 瑪格麗特·博福特 （1443年–1509年） 嫁於（第二任）第一代里士满伯爵               | 瑪格麗特·博福特 （1443年–1509年） 嫁於（第二任）第一代里士满伯爵               | 瑪格麗特·博福特 （1443年–1509年） 嫁於（第二任）第一代里士满伯爵               |                                                                               |                                                                               | 亨利·蒲福 第三代森麻實公爵 （1436年–1464年）                                  | 亨利·蒲福 第三代森麻實公爵 （1436年–1464年）                                  | 亨利·蒲福 第三代森麻實公爵 （1436年–1464年）                                  | 亨利·蒲福 第三代森麻實公爵 （1436年–1464年）                                  | 亨利·蒲福 第三代森麻實公爵 （1436年–1464年）                | 亨利·蒲福 第三代森麻實公爵 （1436年–1464年）                |                                                                         |                                                                         | 埃德蒙·蒲福 第四代森麻實公爵 （約1439年–1471年）                        | 埃德蒙·蒲福 第四代森麻實公爵 （約1439年–1471年）                        | 埃德蒙·蒲福 第四代森麻實公爵 （約1439年–1471年）                        | 埃德蒙·蒲福 第四代森麻實公爵 （約1439年–1471年）                        | 埃德蒙·蒲福 第四代森麻實公爵 （約1439年–1471年） | 埃德蒙·蒲福 第四代森麻實公爵 （約1439年–1471年） |                                                              |                                                              |                                                                   |                                                                   |                                                                       |                                                                       |                                                                       |                                                                       |                                                                       |                                                                       |  |  |  |  |  |  |  |  |  |  |  |  |
|                                                                               |                                                                               |                                                                               |                                                                               |                                                                               |                                                                               |                                                                       |                                                                       |                                                                       |                                                                       |                                                                       |                                                                       |                                                                |                                                                |                                                      |                                                      |                                                                     |                                                                     | 瑪格麗特·博福特 （1443年–1509年） 嫁於（第二任）第一代里士满伯爵               | 瑪格麗特·博福特 （1443年–1509年） 嫁於（第二任）第一代里士满伯爵               | 瑪格麗特·博福特 （1443年–1509年） 嫁於（第二任）第一代里士满伯爵               | 瑪格麗特·博福特 （1443年–1509年） 嫁於（第二任）第一代里士满伯爵               | 瑪格麗特·博福特 （1443年–1509年） 嫁於（第二任）第一代里士满伯爵               | 瑪格麗特·博福特 （1443年–1509年） 嫁於（第二任）第一代里士满伯爵               |                                                                               |                                                                               | 亨利·蒲福 第三代森麻實公爵 （1436年–1464年）                                  | 亨利·蒲福 第三代森麻實公爵 （1436年–1464年）                                  | 亨利·蒲福 第三代森麻實公爵 （1436年–1464年）                                  | 亨利·蒲福 第三代森麻實公爵 （1436年–1464年）                                  | 亨利·蒲福 第三代森麻實公爵 （1436年–1464年）                | 亨利·蒲福 第三代森麻實公爵 （1436年–1464年）                |                                                                         |                                                                         | 埃德蒙·蒲福 第四代森麻實公爵 （約1439年–1471年）                        | 埃德蒙·蒲福 第四代森麻實公爵 （約1439年–1471年）                        | 埃德蒙·蒲福 第四代森麻實公爵 （約1439年–1471年）                        | 埃德蒙·蒲福 第四代森麻實公爵 （約1439年–1471年）                        | 埃德蒙·蒲福 第四代森麻實公爵 （約1439年–1471年） | 埃德蒙·蒲福 第四代森麻實公爵 （約1439年–1471年） |                                                              |                                                              |                                                                   |                                                                   |                                                                       |                                                                       |                                                                       |                                                                       |                                                                       |                                                                       |  |  |  |  |  |  |  |  |  |  |  |  |
|                                                                               |                                                                               |                                                                               |                                                                               |                                                                               |                                                                               |                                                                       |                                                                       |                                                                       |                                                                       |                                                                       |                                                                       |                                                                |                                                                |                                                      |                                                      |                                                                     |                                                                     |                                                                                |                                                                                |                                                                                |                                                                                |                                                                                |                                                                                |                                                                               |                                                                               | 蒲福公爵                                                                      |                                                                               |                                                                               |                                                                               |                                                             |                                                             |                                                                         |                                                                         |                                                                         |                                                                         |                                                                         |                                                                         |                                                  |                                                  |                                                              |                                                              |                                                                   |                                                                   |                                                                       |                                                                       |                                                                       |                                                                       |                                                                       |                                                                       |  |  |  |  |  |  |  |  |  |  |  |  |
|                                                                               |                                                                               | 瑪格麗·溫特沃斯 （約1478年–1550年） 嫁於約翰·西摩                             | 瑪格麗·溫特沃斯 （約1478年–1550年） 嫁於約翰·西摩                             | 瑪格麗·溫特沃斯 （約1478年–1550年） 嫁於約翰·西摩                             | 瑪格麗·溫特沃斯 （約1478年–1550年） 嫁於約翰·西摩                             | 瑪格麗·溫特沃斯 （約1478年–1550年） 嫁於約翰·西摩                     | 瑪格麗·溫特沃斯 （約1478年–1550年） 嫁於約翰·西摩                     |                                                                       |                                                                       |                                                                       |                                                                       |                                                                |                                                                |                                                      |                                                      |                                                                     |                                                                     | 亨利七世 （約1457年–1509年）                                                   | 亨利七世 （約1457年–1509年）                                                   | 亨利七世 （約1457年–1509年）                                                   | 亨利七世 （約1457年–1509年）                                                   | 亨利七世 （約1457年–1509年）                                                   | 亨利七世 （約1457年–1509年）                                                   |                                                                               |                                                                               |                                                                               |                                                                               |                                                                               |                                                                               |                                                             |                                                             |                                                                         |                                                                         |                                                                         |                                                                         |                                                                         |                                                                         |                                                  |                                                  |                                                              |                                                              |                                                                   |                                                                   |                                                                       |                                                                       |                                                                       |                                                                       |                                                                       |                                                                       |  |  |  |  |  |  |  |  |  |  |  |  |
|                                                                               |                                                                               | 瑪格麗·溫特沃斯 （約1478年–1550年） 嫁於約翰·西摩                             | 瑪格麗·溫特沃斯 （約1478年–1550年） 嫁於約翰·西摩                             | 瑪格麗·溫特沃斯 （約1478年–1550年） 嫁於約翰·西摩                             | 瑪格麗·溫特沃斯 （約1478年–1550年） 嫁於約翰·西摩                             | 瑪格麗·溫特沃斯 （約1478年–1550年） 嫁於約翰·西摩                     | 瑪格麗·溫特沃斯 （約1478年–1550年） 嫁於約翰·西摩                     |                                                                       |                                                                       |                                                                       |                                                                       |                                                                |                                                                |                                                      |                                                      |                                                                     |                                                                     | 亨利七世 （約1457年–1509年）                                                   | 亨利七世 （約1457年–1509年）                                                   | 亨利七世 （約1457年–1509年）                                                   | 亨利七世 （約1457年–1509年）                                                   | 亨利七世 （約1457年–1509年）                                                   | 亨利七世 （約1457年–1509年）                                                   |                                                                               |                                                                               |                                                                               |                                                                               |                                                                               |                                                                               |                                                             |                                                             |                                                                         |                                                                         |                                                                         |                                                                         |                                                                         |                                                                         |                                                  |                                                  |                                                              |                                                              |                                                                   |                                                                   |                                                                       |                                                                       |                                                                       |                                                                       |                                                                       |                                                                       |  |  |  |  |  |  |  |  |  |  |  |  |
|                                                                               |                                                                               |                                                                               |                                                                               |                                                                               |                                                                               |                                                                       |                                                                       |                                                                       |                                                                       |                                                                       |                                                                       |                                                                |                                                                |                                                      |                                                      |                                                                     |                                                                     |                                                                                |                                                                                |                                                                                |                                                                                |                                                                                |                                                                                |                                                                               |                                                                               |                                                                               |                                                                               |                                                                               |                                                                               |                                                             |                                                             |                                                                         |                                                                         |                                                                         |                                                                         |                                                                         |                                                                         |                                                  |                                                  |                                                              |                                                              |                                                                   |                                                                   |                                                                       |                                                                       |                                                                       |                                                                       |                                                                       |                                                                       |  |  |  |  |  |  |  |  |  |  |  |  |
| 赫福伯爵，1537年 森麻實公爵，1547年                                           | 赫福伯爵，1537年 森麻實公爵，1547年                                           | 赫福伯爵，1537年 森麻實公爵，1547年                                           | 赫福伯爵，1537年 森麻實公爵，1547年                                           | 赫福伯爵，1537年 森麻實公爵，1547年                                           | 赫福伯爵，1537年 森麻實公爵，1547年                                           |                                                                       |                                                                       |                                                                       |                                                                       |                                                                       |                                                                       |                                                                |                                                                |                                                      |                                                      |                                                                     |                                                                     |                                                                                |                                                                                |                                                                                |                                                                                |                                                                                |                                                                                |                                                                               |                                                                               |                                                                               |                                                                               |                                                                               |                                                                               |                                                             |                                                             |                                                                         |                                                                         | 森麻實公爵，1499年                                                      | 森麻實公爵，1499年                                                      | 森麻實公爵，1499年                                                      | 森麻實公爵，1499年                                                      | 森麻實公爵，1499年                               | 森麻實公爵，1499年                               |                                                              |                                                              |                                                                   |                                                                   |                                                                       |                                                                       |                                                                       |                                                                       |                                                                       |                                                                       |  |  |  |  |  |  |  |  |  |  |  |  |
| 赫福伯爵，1537年 森麻實公爵，1547年                                           | 赫福伯爵，1537年 森麻實公爵，1547年                                           | 赫福伯爵，1537年 森麻實公爵，1547年                                           | 赫福伯爵，1537年 森麻實公爵，1547年                                           | 赫福伯爵，1537年 森麻實公爵，1547年                                           | 赫福伯爵，1537年 森麻實公爵，1547年                                           | 爱德华·西摩 第一代萨默塞特公爵 （約1500年–1552年） 被斬首，爵位被剝奪 | 爱德华·西摩 第一代萨默塞特公爵 （約1500年–1552年） 被斬首，爵位被剝奪 | 爱德华·西摩 第一代萨默塞特公爵 （約1500年–1552年） 被斬首，爵位被剝奪 | 爱德华·西摩 第一代萨默塞特公爵 （約1500年–1552年） 被斬首，爵位被剝奪 | 爱德华·西摩 第一代萨默塞特公爵 （約1500年–1552年） 被斬首，爵位被剝奪 | 爱德华·西摩 第一代萨默塞特公爵 （約1500年–1552年） 被斬首，爵位被剝奪 |                                                                |                                                                | 王后珍·西摩 （約1508年–1537年）                      | 王后珍·西摩 （約1508年–1537年）                      | 王后珍·西摩 （約1508年–1537年）                                     | 王后珍·西摩 （約1508年–1537年）                                     | 王后珍·西摩 （約1508年–1537年）                                                | 王后珍·西摩 （約1508年–1537年）                                                |                                                                                |                                                                                |                                                                                |                                                                                | 亨利八世 （1491年–1547年）                                                    | 亨利八世 （1491年–1547年）                                                    | 亨利八世 （1491年–1547年）                                                    | 亨利八世 （1491年–1547年）                                                    | 亨利八世 （1491年–1547年）                                                    | 亨利八世 （1491年–1547年）                                                    |                                                             |                                                             | 瑪麗公主 （法國王后） （1496年–1533年） 嫁於（第二任） 第一代薩福克公爵 | 瑪麗公主 （法國王后） （1496年–1533年） 嫁於（第二任） 第一代薩福克公爵 | 瑪麗公主 （法國王后） （1496年–1533年） 嫁於（第二任） 第一代薩福克公爵 | 瑪麗公主 （法國王后） （1496年–1533年） 嫁於（第二任） 第一代薩福克公爵 | 瑪麗公主 （法國王后） （1496年–1533年） 嫁於（第二任） 第一代薩福克公爵 | 瑪麗公主 （法國王后） （1496年–1533年） 嫁於（第二任） 第一代薩福克公爵 | 森麻實公爵，1499年                               | 森麻實公爵，1499年                               |                                                              |                                                              | 埃德蒙王子 第一代薩默塞特公爵 （1499年–1500年）                   | 埃德蒙王子 第一代薩默塞特公爵 （1499年–1500年）                   | 埃德蒙王子 第一代薩默塞特公爵 （1499年–1500年）                       | 埃德蒙王子 第一代薩默塞特公爵 （1499年–1500年）                       | 埃德蒙王子 第一代薩默塞特公爵 （1499年–1500年）                       | 埃德蒙王子 第一代薩默塞特公爵 （1499年–1500年）                       |                                                                       |                                                                       |  |  |  |  |  |  |  |  |  |  |  |  |
|                                                                               |                                                                               |                                                                               |                                                                               |                                                                               |                                                                               | 爱德华·西摩 第一代萨默塞特公爵 （約1500年–1552年） 被斬首，爵位被剝奪 | 爱德华·西摩 第一代萨默塞特公爵 （約1500年–1552年） 被斬首，爵位被剝奪 | 爱德华·西摩 第一代萨默塞特公爵 （約1500年–1552年） 被斬首，爵位被剝奪 | 爱德华·西摩 第一代萨默塞特公爵 （約1500年–1552年） 被斬首，爵位被剝奪 | 爱德华·西摩 第一代萨默塞特公爵 （約1500年–1552年） 被斬首，爵位被剝奪 | 爱德华·西摩 第一代萨默塞特公爵 （約1500年–1552年） 被斬首，爵位被剝奪 |                                                                |                                                                | 王后珍·西摩 （約1508年–1537年）                      | 王后珍·西摩 （約1508年–1537年）                      | 王后珍·西摩 （約1508年–1537年）                                     | 王后珍·西摩 （約1508年–1537年）                                     | 王后珍·西摩 （約1508年–1537年）                                                | 王后珍·西摩 （約1508年–1537年）                                                |                                                                                |                                                                                |                                                                                |                                                                                | 亨利八世 （1491年–1547年）                                                    | 亨利八世 （1491年–1547年）                                                    | 亨利八世 （1491年–1547年）                                                    | 亨利八世 （1491年–1547年）                                                    | 亨利八世 （1491年–1547年）                                                    | 亨利八世 （1491年–1547年）                                                    |                                                             |                                                             | 瑪麗公主 （法國王后） （1496年–1533年） 嫁於（第二任） 第一代薩福克公爵 | 瑪麗公主 （法國王后） （1496年–1533年） 嫁於（第二任） 第一代薩福克公爵 | 瑪麗公主 （法國王后） （1496年–1533年） 嫁於（第二任） 第一代薩福克公爵 | 瑪麗公主 （法國王后） （1496年–1533年） 嫁於（第二任） 第一代薩福克公爵 | 瑪麗公主 （法國王后） （1496年–1533年） 嫁於（第二任） 第一代薩福克公爵 | 瑪麗公主 （法國王后） （1496年–1533年） 嫁於（第二任） 第一代薩福克公爵 |                                                  |                                                  |                                                              |                                                              | 埃德蒙王子 第一代薩默塞特公爵 （1499年–1500年）                   | 埃德蒙王子 第一代薩默塞特公爵 （1499年–1500年）                   | 埃德蒙王子 第一代薩默塞特公爵 （1499年–1500年）                       | 埃德蒙王子 第一代薩默塞特公爵 （1499年–1500年）                       | 埃德蒙王子 第一代薩默塞特公爵 （1499年–1500年）                       | 埃德蒙王子 第一代薩默塞特公爵 （1499年–1500年）                       |                                                                       |                                                                       |  |  |  |  |  |  |  |  |  |  |  |  |
|                                                                               |                                                                               |                                                                               |                                                                               |                                                                               |                                                                               |                                                                       |                                                                       |                                                                       |                                                                       |                                                                       |                                                                       |                                                                |                                                                |                                                      |                                                      |                                                                     |                                                                     |                                                                                |                                                                                |                                                                                |                                                                                |                                                                                |                                                                                |                                                                               |                                                                               |                                                                               |                                                                               |                                                                               |                                                                               |                                                             |                                                             |                                                                         |                                                                         |                                                                         |                                                                         |                                                                         |                                                                         |                                                  |                                                  |                                                              |                                                              |                                                                   |                                                                   |                                                                       |                                                                       |                                                                       |                                                                       |                                                                       |                                                                       |  |  |  |  |  |  |  |  |  |  |  |  |
|                                                                               |                                                                               |                                                                               |                                                                               |                                                                               |                                                                               |                                                                       |                                                                       |                                                                       |                                                                       |                                                                       |                                                                       |                                                                |                                                                |                                                      |                                                      |                                                                     |                                                                     | 列治文和森麻實公爵 和森麻實公爵，1525年                                        |                                                                                |                                                                                |                                                                                |                                                                                |                                                                                |                                                                               |                                                                               |                                                                               |                                                                               |                                                                               |                                                                               |                                                             |                                                             |                                                                         |                                                                         |                                                                         |                                                                         |                                                                         |                                                                         |                                                  |                                                  |                                                              |                                                              |                                                                   |                                                                   |                                                                       |                                                                       |                                                                       |                                                                       |                                                                       |                                                                       |  |  |  |  |  |  |  |  |  |  |  |  |
|                                                                               |                                                                               |                                                                               |                                                                               |                                                                               |                                                                               |                                                                       |                                                                       |                                                                       |                                                                       | 愛德華六世 （1537年–1553年）                                          | 愛德華六世 （1537年–1553年）                                          | 愛德華六世 （1537年–1553年）                                   | 愛德華六世 （1537年–1553年）                                   | 愛德華六世 （1537年–1553年）                         | 愛德華六世 （1537年–1553年）                         |                                                                     |                                                                     | 亨利·菲茨罗伊， 第一代里士满和萨默塞特公爵 （1519年–1536年）                   | 亨利·菲茨罗伊， 第一代里士满和萨默塞特公爵 （1519年–1536年）                   | 亨利·菲茨罗伊， 第一代里士满和萨默塞特公爵 （1519年–1536年）                   | 亨利·菲茨罗伊， 第一代里士满和萨默塞特公爵 （1519年–1536年）                   | 亨利·菲茨罗伊， 第一代里士满和萨默塞特公爵 （1519年–1536年）                   | 亨利·菲茨罗伊， 第一代里士满和萨默塞特公爵 （1519年–1536年）                   |                                                                               |                                                                               | 法蘭西絲·布蘭登女爵 （1517年–1559年） 嫁於 第一代薩福克公爵                   | 法蘭西絲·布蘭登女爵 （1517年–1559年） 嫁於 第一代薩福克公爵                   | 法蘭西絲·布蘭登女爵 （1517年–1559年） 嫁於 第一代薩福克公爵                   | 法蘭西絲·布蘭登女爵 （1517年–1559年） 嫁於 第一代薩福克公爵                   | 法蘭西絲·布蘭登女爵 （1517年–1559年） 嫁於 第一代薩福克公爵 | 法蘭西絲·布蘭登女爵 （1517年–1559年） 嫁於 第一代薩福克公爵 |                                                                         |                                                                         |                                                                         |                                                                         |                                                                         |                                                                         |                                                  |                                                  |                                                              |                                                              |                                                                   |                                                                   |                                                                       |                                                                       |                                                                       |                                                                       |                                                                       |                                                                       |  |  |  |  |  |  |  |  |  |  |  |  |
|                                                                               |                                                                               |                                                                               |                                                                               |                                                                               |                                                                               |                                                                       |                                                                       |                                                                       |                                                                       | 愛德華六世 （1537年–1553年）                                          | 愛德華六世 （1537年–1553年）                                          | 愛德華六世 （1537年–1553年）                                   | 愛德華六世 （1537年–1553年）                                   | 愛德華六世 （1537年–1553年）                         | 愛德華六世 （1537年–1553年）                         |                                                                     |                                                                     | 亨利·菲茨罗伊， 第一代里士满和萨默塞特公爵 （1519年–1536年）                   | 亨利·菲茨罗伊， 第一代里士满和萨默塞特公爵 （1519年–1536年）                   | 亨利·菲茨罗伊， 第一代里士满和萨默塞特公爵 （1519年–1536年）                   | 亨利·菲茨罗伊， 第一代里士满和萨默塞特公爵 （1519年–1536年）                   | 亨利·菲茨罗伊， 第一代里士满和萨默塞特公爵 （1519年–1536年）                   | 亨利·菲茨罗伊， 第一代里士满和萨默塞特公爵 （1519年–1536年）                   |                                                                               |                                                                               | 法蘭西絲·布蘭登女爵 （1517年–1559年） 嫁於 第一代薩福克公爵                   | 法蘭西絲·布蘭登女爵 （1517年–1559年） 嫁於 第一代薩福克公爵                   | 法蘭西絲·布蘭登女爵 （1517年–1559年） 嫁於 第一代薩福克公爵                   | 法蘭西絲·布蘭登女爵 （1517年–1559年） 嫁於 第一代薩福克公爵                   | 法蘭西絲·布蘭登女爵 （1517年–1559年） 嫁於 第一代薩福克公爵 | 法蘭西絲·布蘭登女爵 （1517年–1559年） 嫁於 第一代薩福克公爵 |                                                                         |                                                                         |                                                                         |                                                                         |                                                                         |                                                                         |                                                  |                                                  |                                                              |                                                              |                                                                   |                                                                   |                                                                       |                                                                       |                                                                       |                                                                       |                                                                       |                                                                       |  |  |  |  |  |  |  |  |  |  |  |  |
|                                                                               |                                                                               |                                                                               |                                                                               |                                                                               |                                                                               |                                                                       |                                                                       |                                                                       |                                                                       |                                                                       |                                                                       |                                                                |                                                                |                                                      |                                                      |                                                                     |                                                                     |                                                                                |                                                                                |                                                                                |                                                                                |                                                                                |                                                                                |                                                                               |                                                                               |                                                                               |                                                                               |                                                                               |                                                                               |                                                             |                                                             |                                                                         |                                                                         |                                                                         |                                                                         |                                                                         |                                                                         |                                                  |                                                  |                                                              |                                                              |                                                                   |                                                                   |                                                                       |                                                                       |                                                                       |                                                                       |                                                                       |                                                                       |  |  |  |  |  |  |  |  |  |  |  |  |
|                                                                               |                                                                               |                                                                               |                                                                               |                                                                               |                                                                               |                                                                       |                                                                       |                                                                       |                                                                       |                                                                       |                                                                       | 赫福伯爵，1559年                                               |                                                                |                                                      |                                                      |                                                                     |                                                                     |                                                                                |                                                                                |                                                                                |                                                                                |                                                                                |                                                                                |                                                                               |                                                                               |                                                                               |                                                                               |                                                                               |                                                                               |                                                             |                                                             |                                                                         |                                                                         |                                                                         |                                                                         |                                                                         |                                                                         |                                                  |                                                  |                                                              |                                                              |                                                                   |                                                                   |                                                                       |                                                                       |                                                                       |                                                                       |                                                                       |                                                                       |  |  |  |  |  |  |  |  |  |  |  |  |
| 愛德華·西摩勳爵 （約1528年–1593年）                                           | 愛德華·西摩勳爵 （約1528年–1593年）                                           | 愛德華·西摩勳爵 （約1528年–1593年）                                           | 愛德華·西摩勳爵 （約1528年–1593年）                                           | 愛德華·西摩勳爵 （約1528年–1593年）                                           | 愛德華·西摩勳爵 （約1528年–1593年）                                           |                                                                       |                                                                       |                                                                       |                                                                       |                                                                       |                                                                       | 愛德華·西摩 第一代赫福伯爵 (1539年–1621年）                    | 愛德華·西摩 第一代赫福伯爵 (1539年–1621年）                    | 愛德華·西摩 第一代赫福伯爵 (1539年–1621年）          | 愛德華·西摩 第一代赫福伯爵 (1539年–1621年）          | 愛德華·西摩 第一代赫福伯爵 (1539年–1621年）                         | 愛德華·西摩 第一代赫福伯爵 (1539年–1621年）                         |                                                                                |                                                                                |                                                                                |                                                                                |                                                                                |                                                                                |                                                                               |                                                                               | 嘉芙蓮·格雷女爵 （1540年–1568年）                                             | 嘉芙蓮·格雷女爵 （1540年–1568年）                                             | 嘉芙蓮·格雷女爵 （1540年–1568年）                                             | 嘉芙蓮·格雷女爵 （1540年–1568年）                                             | 嘉芙蓮·格雷女爵 （1540年–1568年）                           | 嘉芙蓮·格雷女爵 （1540年–1568年）                           |                                                                         |                                                                         |                                                                         |                                                                         |                                                                         |                                                                         |                                                  |                                                  |                                                              |                                                              |                                                                   |                                                                   |                                                                       |                                                                       |                                                                       |                                                                       |                                                                       |                                                                       |  |  |  |  |  |  |  |  |  |  |  |  |
| 愛德華·西摩勳爵 （約1528年–1593年）                                           | 愛德華·西摩勳爵 （約1528年–1593年）                                           | 愛德華·西摩勳爵 （約1528年–1593年）                                           | 愛德華·西摩勳爵 （約1528年–1593年）                                           | 愛德華·西摩勳爵 （約1528年–1593年）                                           | 愛德華·西摩勳爵 （約1528年–1593年）                                           |                                                                       |                                                                       |                                                                       |                                                                       |                                                                       |                                                                       | 愛德華·西摩 第一代赫福伯爵 (1539年–1621年）                    | 愛德華·西摩 第一代赫福伯爵 (1539年–1621年）                    | 愛德華·西摩 第一代赫福伯爵 (1539年–1621年）          | 愛德華·西摩 第一代赫福伯爵 (1539年–1621年）          | 愛德華·西摩 第一代赫福伯爵 (1539年–1621年）                         | 愛德華·西摩 第一代赫福伯爵 (1539年–1621年）                         |                                                                                |                                                                                |                                                                                |                                                                                |                                                                                |                                                                                |                                                                               |                                                                               | 嘉芙蓮·格雷女爵 （1540年–1568年）                                             | 嘉芙蓮·格雷女爵 （1540年–1568年）                                             | 嘉芙蓮·格雷女爵 （1540年–1568年）                                             | 嘉芙蓮·格雷女爵 （1540年–1568年）                                             | 嘉芙蓮·格雷女爵 （1540年–1568年）                           | 嘉芙蓮·格雷女爵 （1540年–1568年）                           |                                                                         |                                                                         |                                                                         |                                                                         |                                                                         |                                                                         |                                                  |                                                  |                                                              |                                                              |                                                                   |                                                                   |                                                                       |                                                                       |                                                                       |                                                                       |                                                                       |                                                                       |  |  |  |  |  |  |  |  |  |  |  |  |
|                                                                               |                                                                               |                                                                               |                                                                               |                                                                               |                                                                               |                                                                       |                                                                       |                                                                       |                                                                       |                                                                       |                                                                       |                                                                |                                                                |                                                      |                                                      |                                                                     |                                                                     |                                                                                |                                                                                |                                                                                |                                                                                |                                                                                |                                                                                |                                                                               |                                                                               |                                                                               |                                                                               |                                                                               |                                                                               |                                                             |                                                             |                                                                         |                                                                         |                                                                         |                                                                         |                                                                         |                                                                         |                                                  |                                                  |                                                              |                                                              |                                                                   |                                                                   |                                                                       |                                                                       |                                                                       |                                                                       |                                                                       |                                                                       |  |  |  |  |  |  |  |  |  |  |  |  |
| 愛德華·西摩 第一代貝利波默羅伊的西摩從男爵 （約1563年–1613年）                | 愛德華·西摩 第一代貝利波默羅伊的西摩從男爵 （約1563年–1613年）                | 愛德華·西摩 第一代貝利波默羅伊的西摩從男爵 （約1563年–1613年）                | 愛德華·西摩 第一代貝利波默羅伊的西摩從男爵 （約1563年–1613年）                | 愛德華·西摩 第一代貝利波默羅伊的西摩從男爵 （約1563年–1613年）                | 愛德華·西摩 第一代貝利波默羅伊的西摩從男爵 （約1563年–1613年）                |                                                                       |                                                                       |                                                                       |                                                                       |                                                                       |                                                                       |                                                                |                                                                |                                                      |                                                      |                                                                     |                                                                     | 愛德華·西摩 博尚子爵 （約1561年–1612年）                                       | 愛德華·西摩 博尚子爵 （約1561年–1612年）                                       | 愛德華·西摩 博尚子爵 （約1561年–1612年）                                       | 愛德華·西摩 博尚子爵 （約1561年–1612年）                                       | 愛德華·西摩 博尚子爵 （約1561年–1612年）                                       | 愛德華·西摩 博尚子爵 （約1561年–1612年）                                       |                                                                               |                                                                               |                                                                               |                                                                               |                                                                               |                                                                               |                                                             |                                                             |                                                                         |                                                                         |                                                                         |                                                                         |                                                                         |                                                                         |                                                  |                                                  |                                                              |                                                              |                                                                   |                                                                   |                                                                       |                                                                       |                                                                       |                                                                       |                                                                       |                                                                       |  |  |  |  |  |  |  |  |  |  |  |  |
| 愛德華·西摩 第一代貝利波默羅伊的西摩從男爵 （約1563年–1613年）                | 愛德華·西摩 第一代貝利波默羅伊的西摩從男爵 （約1563年–1613年）                | 愛德華·西摩 第一代貝利波默羅伊的西摩從男爵 （約1563年–1613年）                | 愛德華·西摩 第一代貝利波默羅伊的西摩從男爵 （約1563年–1613年）                | 愛德華·西摩 第一代貝利波默羅伊的西摩從男爵 （約1563年–1613年）                | 愛德華·西摩 第一代貝利波默羅伊的西摩從男爵 （約1563年–1613年）                |                                                                       |                                                                       |                                                                       |                                                                       |                                                                       |                                                                       |                                                                |                                                                |                                                      |                                                      |                                                                     |                                                                     | 愛德華·西摩 博尚子爵 （約1561年–1612年）                                       | 愛德華·西摩 博尚子爵 （約1561年–1612年）                                       | 愛德華·西摩 博尚子爵 （約1561年–1612年）                                       | 愛德華·西摩 博尚子爵 （約1561年–1612年）                                       | 愛德華·西摩 博尚子爵 （約1561年–1612年）                                       | 愛德華·西摩 博尚子爵 （約1561年–1612年）                                       |                                                                               |                                                                               |                                                                               |                                                                               |                                                                               |                                                                               |                                                             |                                                             |                                                                         |                                                                         |                                                                         |                                                                         |                                                                         |                                                                         |                                                  |                                                  |                                                              |                                                              |                                                                   |                                                                   |                                                                       |                                                                       |                                                                       |                                                                       |                                                                       |                                                                       |  |  |  |  |  |  |  |  |  |  |  |  |
|                                                                               |                                                                               |                                                                               |                                                                               |                                                                               |                                                                               |                                                                       |                                                                       |                                                                       |                                                                       |                                                                       |                                                                       |                                                                |                                                                |                                                      |                                                      |                                                                     |                                                                     |                                                                                |                                                                                |                                                                                |                                                                                |                                                                                |                                                                                |                                                                               |                                                                               |                                                                               |                                                                               |                                                                               |                                                                               |                                                             |                                                             |                                                                         |                                                                         |                                                                         |                                                                         |                                                                         |                                                                         |                                                  |                                                  |                                                              |                                                              |                                                                   |                                                                   |                                                                       |                                                                       |                                                                       |                                                                       |                                                                       |                                                                       |  |  |  |  |  |  |  |  |  |  |  |  |
|                                                                               |                                                                               |                                                                               |                                                                               |                                                                               |                                                                               |                                                                       |                                                                       |                                                                       |                                                                       |                                                                       |                                                                       | 赫福侯爵，1641年 森麻實公爵，1547年 (1660年歸還爵位)           | 赫福侯爵，1641年 森麻實公爵，1547年 (1660年歸還爵位)           | 赫福侯爵，1641年 森麻實公爵，1547年 (1660年歸還爵位) | 赫福侯爵，1641年 森麻實公爵，1547年 (1660年歸還爵位) | 赫福侯爵，1641年 森麻實公爵，1547年 (1660年歸還爵位)                | 赫福侯爵，1641年 森麻實公爵，1547年 (1660年歸還爵位)                |                                                                                |                                                                                |                                                                                |                                                                                |                                                                                |                                                                                |                                                                               |                                                                               |                                                                               |                                                                               | 特羅布里奇的 西摩男爵，1641年                                                 | 特羅布里奇的 西摩男爵，1641年                                                 | 特羅布里奇的 西摩男爵，1641年                               | 特羅布里奇的 西摩男爵，1641年                               | 特羅布里奇的 西摩男爵，1641年                                           | 特羅布里奇的 西摩男爵，1641年                                           |                                                                         |                                                                         |                                                                         |                                                                         |                                                  |                                                  |                                                              |                                                              |                                                                   |                                                                   |                                                                       |                                                                       |                                                                       |                                                                       |                                                                       |                                                                       |  |  |  |  |  |  |  |  |  |  |  |  |
| 愛德華·西摩 第二代貝利波默羅伊的西摩從男爵 (c.1580–1659)                      | 愛德華·西摩 第二代貝利波默羅伊的西摩從男爵 (c.1580–1659)                      | 愛德華·西摩 第二代貝利波默羅伊的西摩從男爵 (c.1580–1659)                      | 愛德華·西摩 第二代貝利波默羅伊的西摩從男爵 (c.1580–1659)                      | 愛德華·西摩 第二代貝利波默羅伊的西摩從男爵 (c.1580–1659)                      | 愛德華·西摩 第二代貝利波默羅伊的西摩從男爵 (c.1580–1659)                      |                                                                       |                                                                       |                                                                       |                                                                       |                                                                       |                                                                       | 赫福侯爵，1641年 森麻實公爵，1547年 (1660年歸還爵位)           | 赫福侯爵，1641年 森麻實公爵，1547年 (1660年歸還爵位)           | 赫福侯爵，1641年 森麻實公爵，1547年 (1660年歸還爵位) | 赫福侯爵，1641年 森麻實公爵，1547年 (1660年歸還爵位) | 赫福侯爵，1641年 森麻實公爵，1547年 (1660年歸還爵位)                | 赫福侯爵，1641年 森麻實公爵，1547年 (1660年歸還爵位)                | 威廉·西摩 第二代赫福伯爵， 第一代赫福侯爵， 第二代森麻實伯爵 （1588年–1660年） | 威廉·西摩 第二代赫福伯爵， 第一代赫福侯爵， 第二代森麻實伯爵 （1588年–1660年） | 威廉·西摩 第二代赫福伯爵， 第一代赫福侯爵， 第二代森麻實伯爵 （1588年–1660年） | 威廉·西摩 第二代赫福伯爵， 第一代赫福侯爵， 第二代森麻實伯爵 （1588年–1660年） | 威廉·西摩 第二代赫福伯爵， 第一代赫福侯爵， 第二代森麻實伯爵 （1588年–1660年） | 威廉·西摩 第二代赫福伯爵， 第一代赫福侯爵， 第二代森麻實伯爵 （1588年–1660年） |                                                                               |                                                                               |                                                                               |                                                                               | 特羅布里奇的 西摩男爵，1641年                                                 | 特羅布里奇的 西摩男爵，1641年                                                 | 特羅布里奇的 西摩男爵，1641年                               | 特羅布里奇的 西摩男爵，1641年                               | 特羅布里奇的 西摩男爵，1641年                                           | 特羅布里奇的 西摩男爵，1641年                                           |                                                                         |                                                                         |                                                                         |                                                                         |                                                  |                                                  | 弗朗西斯·西摩 第一代特羅布里奇的西摩男爵 （約1590年–1664年） | 弗朗西斯·西摩 第一代特羅布里奇的西摩男爵 （約1590年–1664年） | 弗朗西斯·西摩 第一代特羅布里奇的西摩男爵 （約1590年–1664年）      | 弗朗西斯·西摩 第一代特羅布里奇的西摩男爵 （約1590年–1664年）      | 弗朗西斯·西摩 第一代特羅布里奇的西摩男爵 （約1590年–1664年）          | 弗朗西斯·西摩 第一代特羅布里奇的西摩男爵 （約1590年–1664年）          |                                                                       |                                                                       |                                                                       |                                                                       |  |  |  |  |  |  |  |  |  |  |  |  |
| 愛德華·西摩 第二代貝利波默羅伊的西摩從男爵 (c.1580–1659)                      | 愛德華·西摩 第二代貝利波默羅伊的西摩從男爵 (c.1580–1659)                      | 愛德華·西摩 第二代貝利波默羅伊的西摩從男爵 (c.1580–1659)                      | 愛德華·西摩 第二代貝利波默羅伊的西摩從男爵 (c.1580–1659)                      | 愛德華·西摩 第二代貝利波默羅伊的西摩從男爵 (c.1580–1659)                      | 愛德華·西摩 第二代貝利波默羅伊的西摩從男爵 (c.1580–1659)                      |                                                                       |                                                                       |                                                                       |                                                                       |                                                                       |                                                                       |                                                                |                                                                |                                                      |                                                      |                                                                     |                                                                     | 威廉·西摩 第二代赫福伯爵， 第一代赫福侯爵， 第二代森麻實伯爵 （1588年–1660年） | 威廉·西摩 第二代赫福伯爵， 第一代赫福侯爵， 第二代森麻實伯爵 （1588年–1660年） | 威廉·西摩 第二代赫福伯爵， 第一代赫福侯爵， 第二代森麻實伯爵 （1588年–1660年） | 威廉·西摩 第二代赫福伯爵， 第一代赫福侯爵， 第二代森麻實伯爵 （1588年–1660年） | 威廉·西摩 第二代赫福伯爵， 第一代赫福侯爵， 第二代森麻實伯爵 （1588年–1660年） | 威廉·西摩 第二代赫福伯爵， 第一代赫福侯爵， 第二代森麻實伯爵 （1588年–1660年） |                                                                               |                                                                               |                                                                               |                                                                               |                                                                               |                                                                               |                                                             |                                                             |                                                                         |                                                                         |                                                                         |                                                                         |                                                                         |                                                                         |                                                  |                                                  | 弗朗西斯·西摩 第一代特羅布里奇的西摩男爵 （約1590年–1664年） | 弗朗西斯·西摩 第一代特羅布里奇的西摩男爵 （約1590年–1664年） | 弗朗西斯·西摩 第一代特羅布里奇的西摩男爵 （約1590年–1664年）      | 弗朗西斯·西摩 第一代特羅布里奇的西摩男爵 （約1590年–1664年）      | 弗朗西斯·西摩 第一代特羅布里奇的西摩男爵 （約1590年–1664年）          | 弗朗西斯·西摩 第一代特羅布里奇的西摩男爵 （約1590年–1664年）          |                                                                       |                                                                       |                                                                       |                                                                       |  |  |  |  |  |  |  |  |  |  |  |  |
|                                                                               |                                                                               |                                                                               |                                                                               |                                                                               |                                                                               |                                                                       |                                                                       |                                                                       |                                                                       |                                                                       |                                                                       |                                                                |                                                                |                                                      |                                                      |                                                                     |                                                                     |                                                                                |                                                                                |                                                                                |                                                                                |                                                                                |                                                                                |                                                                               |                                                                               |                                                                               |                                                                               |                                                                               |                                                                               |                                                             |                                                             |                                                                         |                                                                         |                                                                         |                                                                         |                                                                         |                                                                         |                                                  |                                                  |                                                              |                                                              |                                                                   |                                                                   |                                                                       |                                                                       |                                                                       |                                                                       |                                                                       |                                                                       |  |  |  |  |  |  |  |  |  |  |  |  |
| 愛德華·西摩 第三代貝利波默羅伊的西摩從男爵 （1610年–1688年）                  | 愛德華·西摩 第三代貝利波默羅伊的西摩從男爵 （1610年–1688年）                  | 愛德華·西摩 第三代貝利波默羅伊的西摩從男爵 （1610年–1688年）                  | 愛德華·西摩 第三代貝利波默羅伊的西摩從男爵 （1610年–1688年）                  | 愛德華·西摩 第三代貝利波默羅伊的西摩從男爵 （1610年–1688年）                  | 愛德華·西摩 第三代貝利波默羅伊的西摩從男爵 （1610年–1688年）                  |                                                                       |                                                                       | 亨利·西摩 博尚勳爵 （1626年–1654年）                                  | 亨利·西摩 博尚勳爵 （1626年–1654年）                                  | 亨利·西摩 博尚勳爵 （1626年–1654年）                                  | 亨利·西摩 博尚勳爵 （1626年–1654年）                                  | 亨利·西摩 博尚勳爵 （1626年–1654年）                           | 亨利·西摩 博尚勳爵 （1626年–1654年）                           |                                                      |                                                      | 約翰·西摩 第四代森麻實伯爵 （1646年–1675年）                        | 約翰·西摩 第四代森麻實伯爵 （1646年–1675年）                        | 約翰·西摩 第四代森麻實伯爵 （1646年–1675年）                                   | 約翰·西摩 第四代森麻實伯爵 （1646年–1675年）                                   | 約翰·西摩 第四代森麻實伯爵 （1646年–1675年）                                   | 約翰·西摩 第四代森麻實伯爵 （1646年–1675年）                                   |                                                                                |                                                                                |                                                                               |                                                                               |                                                                               |                                                                               | 查理斯·西摩 第二代特羅布里奇的西摩男爵 （1621年–1665年）                      | 查理斯·西摩 第二代特羅布里奇的西摩男爵 （1621年–1665年）                      | 查理斯·西摩 第二代特羅布里奇的西摩男爵 （1621年–1665年）    | 查理斯·西摩 第二代特羅布里奇的西摩男爵 （1621年–1665年）    | 查理斯·西摩 第二代特羅布里奇的西摩男爵 （1621年–1665年）                | 查理斯·西摩 第二代特羅布里奇的西摩男爵 （1621年–1665年）                |                                                                         |                                                                         |                                                                         |                                                                         |                                                  |                                                  |                                                              |                                                              |                                                                   |                                                                   |                                                                       |                                                                       |                                                                       |                                                                       |                                                                       |                                                                       |  |  |  |  |  |  |  |  |  |  |  |  |
| 愛德華·西摩 第三代貝利波默羅伊的西摩從男爵 （1610年–1688年）                  | 愛德華·西摩 第三代貝利波默羅伊的西摩從男爵 （1610年–1688年）                  | 愛德華·西摩 第三代貝利波默羅伊的西摩從男爵 （1610年–1688年）                  | 愛德華·西摩 第三代貝利波默羅伊的西摩從男爵 （1610年–1688年）                  | 愛德華·西摩 第三代貝利波默羅伊的西摩從男爵 （1610年–1688年）                  | 愛德華·西摩 第三代貝利波默羅伊的西摩從男爵 （1610年–1688年）                  |                                                                       |                                                                       | 亨利·西摩 博尚勳爵 （1626年–1654年）                                  | 亨利·西摩 博尚勳爵 （1626年–1654年）                                  | 亨利·西摩 博尚勳爵 （1626年–1654年）                                  | 亨利·西摩 博尚勳爵 （1626年–1654年）                                  | 亨利·西摩 博尚勳爵 （1626年–1654年）                           | 亨利·西摩 博尚勳爵 （1626年–1654年）                           |                                                      |                                                      | 約翰·西摩 第四代森麻實伯爵 （1646年–1675年）                        | 約翰·西摩 第四代森麻實伯爵 （1646年–1675年）                        | 約翰·西摩 第四代森麻實伯爵 （1646年–1675年）                                   | 約翰·西摩 第四代森麻實伯爵 （1646年–1675年）                                   | 約翰·西摩 第四代森麻實伯爵 （1646年–1675年）                                   | 約翰·西摩 第四代森麻實伯爵 （1646年–1675年）                                   |                                                                                |                                                                                |                                                                               |                                                                               |                                                                               |                                                                               | 查理斯·西摩 第二代特羅布里奇的西摩男爵 （1621年–1665年）                      | 查理斯·西摩 第二代特羅布里奇的西摩男爵 （1621年–1665年）                      | 查理斯·西摩 第二代特羅布里奇的西摩男爵 （1621年–1665年）    | 查理斯·西摩 第二代特羅布里奇的西摩男爵 （1621年–1665年）    | 查理斯·西摩 第二代特羅布里奇的西摩男爵 （1621年–1665年）                | 查理斯·西摩 第二代特羅布里奇的西摩男爵 （1621年–1665年）                |                                                                         |                                                                         |                                                                         |                                                                         |                                                  |                                                  |                                                              |                                                              |                                                                   |                                                                   |                                                                       |                                                                       |                                                                       |                                                                       |                                                                       |                                                                       |  |  |  |  |  |  |  |  |  |  |  |  |
|                                                                               |                                                                               |                                                                               |                                                                               |                                                                               |                                                                               |                                                                       |                                                                       |                                                                       |                                                                       |                                                                       |                                                                       |                                                                |                                                                |                                                      |                                                      |                                                                     |                                                                     |                                                                                |                                                                                |                                                                                |                                                                                |                                                                                |                                                                                |                                                                               |                                                                               |                                                                               |                                                                               |                                                                               |                                                                               |                                                             |                                                             |                                                                         |                                                                         |                                                                         |                                                                         |                                                                         |                                                                         |                                                  |                                                  |                                                              |                                                              |                                                                   |                                                                   |                                                                       |                                                                       |                                                                       |                                                                       |                                                                       |                                                                       |  |  |  |  |  |  |  |  |  |  |  |  |
| 愛德華·西摩 第四代貝利波默羅伊的西摩從男爵 （1633年–1708年）                  | 愛德華·西摩 第四代貝利波默羅伊的西摩從男爵 （1633年–1708年）                  | 愛德華·西摩 第四代貝利波默羅伊的西摩從男爵 （1633年–1708年）                  | 愛德華·西摩 第四代貝利波默羅伊的西摩從男爵 （1633年–1708年）                  | 愛德華·西摩 第四代貝利波默羅伊的西摩從男爵 （1633年–1708年）                  | 愛德華·西摩 第四代貝利波默羅伊的西摩從男爵 （1633年–1708年）                  |                                                                       |                                                                       | 威廉·西摩 第三代森麻實伯爵 （1650年–1671年）                          | 威廉·西摩 第三代森麻實伯爵 （1650年–1671年）                          | 威廉·西摩 第三代森麻實伯爵 （1650年–1671年）                          | 威廉·西摩 第三代森麻實伯爵 （1650年–1671年）                          | 威廉·西摩 第三代森麻實伯爵 （1650年–1671年）                   | 威廉·西摩 第三代森麻實伯爵 （1650年–1671年）                   |                                                      |                                                      |                                                                     |                                                                     |                                                                                |                                                                                |                                                                                |                                                                                |                                                                                |                                                                                | 弗朗西斯·西摩 第三代特羅布里奇的西摩男爵， 第五代森麻實伯爵 （1658年–1678年） | 弗朗西斯·西摩 第三代特羅布里奇的西摩男爵， 第五代森麻實伯爵 （1658年–1678年） | 弗朗西斯·西摩 第三代特羅布里奇的西摩男爵， 第五代森麻實伯爵 （1658年–1678年） | 弗朗西斯·西摩 第三代特羅布里奇的西摩男爵， 第五代森麻實伯爵 （1658年–1678年） | 弗朗西斯·西摩 第三代特羅布里奇的西摩男爵， 第五代森麻實伯爵 （1658年–1678年） | 弗朗西斯·西摩 第三代特羅布里奇的西摩男爵， 第五代森麻實伯爵 （1658年–1678年） |                                                             |                                                             | 查理斯·西摩 第六代森麻實公爵 （1662年–1748年）                          | 查理斯·西摩 第六代森麻實公爵 （1662年–1748年）                          | 查理斯·西摩 第六代森麻實公爵 （1662年–1748年）                          | 查理斯·西摩 第六代森麻實公爵 （1662年–1748年）                          | 查理斯·西摩 第六代森麻實公爵 （1662年–1748年）                          | 查理斯·西摩 第六代森麻實公爵 （1662年–1748年）                          |                                                  |                                                  |                                                              |                                                              |                                                                   |                                                                   |                                                                       |                                                                       |                                                                       |                                                                       |                                                                       |                                                                       |  |  |  |  |  |  |  |  |  |  |  |  |
| 愛德華·西摩 第四代貝利波默羅伊的西摩從男爵 （1633年–1708年）                  | 愛德華·西摩 第四代貝利波默羅伊的西摩從男爵 （1633年–1708年）                  | 愛德華·西摩 第四代貝利波默羅伊的西摩從男爵 （1633年–1708年）                  | 愛德華·西摩 第四代貝利波默羅伊的西摩從男爵 （1633年–1708年）                  | 愛德華·西摩 第四代貝利波默羅伊的西摩從男爵 （1633年–1708年）                  | 愛德華·西摩 第四代貝利波默羅伊的西摩從男爵 （1633年–1708年）                  |                                                                       |                                                                       | 威廉·西摩 第三代森麻實伯爵 （1650年–1671年）                          | 威廉·西摩 第三代森麻實伯爵 （1650年–1671年）                          | 威廉·西摩 第三代森麻實伯爵 （1650年–1671年）                          | 威廉·西摩 第三代森麻實伯爵 （1650年–1671年）                          | 威廉·西摩 第三代森麻實伯爵 （1650年–1671年）                   | 威廉·西摩 第三代森麻實伯爵 （1650年–1671年）                   |                                                      |                                                      |                                                                     |                                                                     |                                                                                |                                                                                |                                                                                |                                                                                |                                                                                |                                                                                | 弗朗西斯·西摩 第三代特羅布里奇的西摩男爵， 第五代森麻實伯爵 （1658年–1678年） | 弗朗西斯·西摩 第三代特羅布里奇的西摩男爵， 第五代森麻實伯爵 （1658年–1678年） | 弗朗西斯·西摩 第三代特羅布里奇的西摩男爵， 第五代森麻實伯爵 （1658年–1678年） | 弗朗西斯·西摩 第三代特羅布里奇的西摩男爵， 第五代森麻實伯爵 （1658年–1678年） | 弗朗西斯·西摩 第三代特羅布里奇的西摩男爵， 第五代森麻實伯爵 （1658年–1678年） | 弗朗西斯·西摩 第三代特羅布里奇的西摩男爵， 第五代森麻實伯爵 （1658年–1678年） |                                                             |                                                             | 查理斯·西摩 第六代森麻實公爵 （1662年–1748年）                          | 查理斯·西摩 第六代森麻實公爵 （1662年–1748年）                          | 查理斯·西摩 第六代森麻實公爵 （1662年–1748年）                          | 查理斯·西摩 第六代森麻實公爵 （1662年–1748年）                          | 查理斯·西摩 第六代森麻實公爵 （1662年–1748年）                          | 查理斯·西摩 第六代森麻實公爵 （1662年–1748年）                          |                                                  |                                                  |                                                              |                                                              |                                                                   |                                                                   |                                                                       |                                                                       |                                                                       |                                                                       |                                                                       |                                                                       |  |  |  |  |  |  |  |  |  |  |  |  |
|                                                                               |                                                                               |                                                                               |                                                                               |                                                                               |                                                                               |                                                                       |                                                                       |                                                                       |                                                                       |                                                                       |                                                                       |                                                                |                                                                |                                                      |                                                      |                                                                     |                                                                     |                                                                                |                                                                                |                                                                                |                                                                                |                                                                                |                                                                                |                                                                               |                                                                               |                                                                               |                                                                               |                                                                               |                                                                               |                                                             |                                                             |                                                                         |                                                                         |                                                                         |                                                                         |                                                                         |                                                                         |                                                  |                                                  |                                                              |                                                              |                                                                   |                                                                   |                                                                       |                                                                       |                                                                       |                                                                       |                                                                       |                                                                       |  |  |  |  |  |  |  |  |  |  |  |  |
|                                                                               |                                                                               |                                                                               |                                                                               |                                                                               |                                                                               |                                                                       |                                                                       | 赫福侯爵                                                              | 赫福侯爵                                                              | 赫福侯爵                                                              | 赫福侯爵                                                              | 赫福侯爵                                                       | 赫福侯爵                                                       |                                                      |                                                      |                                                                     |                                                                     |                                                                                |                                                                                |                                                                                |                                                                                |                                                                                |                                                                                |                                                                               |                                                                               |                                                                               |                                                                               |                                                                               |                                                                               |                                                             |                                                             | 諾森伯蘭伯爵，1749年                                                    | 諾森伯蘭伯爵，1749年                                                    | 諾森伯蘭伯爵，1749年                                                    | 諾森伯蘭伯爵，1749年                                                    | 諾森伯蘭伯爵，1749年                                                    | 諾森伯蘭伯爵，1749年                                                    |                                                  |                                                  |                                                              |                                                              |                                                                   |                                                                   |                                                                       |                                                                       |                                                                       |                                                                       |                                                                       |                                                                       |  |  |  |  |  |  |  |  |  |  |  |  |
| 愛德華·西摩 第五代貝利波默羅伊的西摩從男爵 （1663年–1740年）                  | 愛德華·西摩 第五代貝利波默羅伊的西摩從男爵 （1663年–1740年）                  | 愛德華·西摩 第五代貝利波默羅伊的西摩從男爵 （1663年–1740年）                  | 愛德華·西摩 第五代貝利波默羅伊的西摩從男爵 （1663年–1740年）                  | 愛德華·西摩 第五代貝利波默羅伊的西摩從男爵 （1663年–1740年）                  | 愛德華·西摩 第五代貝利波默羅伊的西摩從男爵 （1663年–1740年）                  |                                                                       |                                                                       | 赫福侯爵                                                              | 赫福侯爵                                                              | 赫福侯爵                                                              | 赫福侯爵                                                              | 赫福侯爵                                                       | 赫福侯爵                                                       |                                                      |                                                      |                                                                     |                                                                     |                                                                                |                                                                                |                                                                                |                                                                                |                                                                                |                                                                                |                                                                               |                                                                               |                                                                               |                                                                               |                                                                               |                                                                               |                                                             |                                                             | 諾森伯蘭伯爵，1749年                                                    | 諾森伯蘭伯爵，1749年                                                    | 諾森伯蘭伯爵，1749年                                                    | 諾森伯蘭伯爵，1749年                                                    | 諾森伯蘭伯爵，1749年                                                    | 諾森伯蘭伯爵，1749年                                                    |                                                  |                                                  |                                                              |                                                              |                                                                   |                                                                   | 阿爾吉儂·西摩 第七代森麻實公爵， 第一代諾森伯蘭伯爵 （1684年–1750年） | 阿爾吉儂·西摩 第七代森麻實公爵， 第一代諾森伯蘭伯爵 （1684年–1750年） | 阿爾吉儂·西摩 第七代森麻實公爵， 第一代諾森伯蘭伯爵 （1684年–1750年） | 阿爾吉儂·西摩 第七代森麻實公爵， 第一代諾森伯蘭伯爵 （1684年–1750年） | 阿爾吉儂·西摩 第七代森麻實公爵， 第一代諾森伯蘭伯爵 （1684年–1750年） | 阿爾吉儂·西摩 第七代森麻實公爵， 第一代諾森伯蘭伯爵 （1684年–1750年） |  |  |  |  |  |  |  |  |  |  |  |  |
| 愛德華·西摩 第五代貝利波默羅伊的西摩從男爵 （1663年–1740年）                  | 愛德華·西摩 第五代貝利波默羅伊的西摩從男爵 （1663年–1740年）                  | 愛德華·西摩 第五代貝利波默羅伊的西摩從男爵 （1663年–1740年）                  | 愛德華·西摩 第五代貝利波默羅伊的西摩從男爵 （1663年–1740年）                  | 愛德華·西摩 第五代貝利波默羅伊的西摩從男爵 （1663年–1740年）                  | 愛德華·西摩 第五代貝利波默羅伊的西摩從男爵 （1663年–1740年）                  |                                                                       |                                                                       |                                                                       |                                                                       |                                                                       |                                                                       |                                                                |                                                                |                                                      |                                                      |                                                                     |                                                                     |                                                                                |                                                                                |                                                                                |                                                                                |                                                                                |                                                                                |                                                                               |                                                                               |                                                                               |                                                                               |                                                                               |                                                                               |                                                             |                                                             |                                                                         |                                                                         |                                                                         |                                                                         |                                                                         |                                                                         |                                                  |                                                  |                                                              |                                                              |                                                                   |                                                                   | 阿爾吉儂·西摩 第七代森麻實公爵， 第一代諾森伯蘭伯爵 （1684年–1750年） | 阿爾吉儂·西摩 第七代森麻實公爵， 第一代諾森伯蘭伯爵 （1684年–1750年） | 阿爾吉儂·西摩 第七代森麻實公爵， 第一代諾森伯蘭伯爵 （1684年–1750年） | 阿爾吉儂·西摩 第七代森麻實公爵， 第一代諾森伯蘭伯爵 （1684年–1750年） | 阿爾吉儂·西摩 第七代森麻實公爵， 第一代諾森伯蘭伯爵 （1684年–1750年） | 阿爾吉儂·西摩 第七代森麻實公爵， 第一代諾森伯蘭伯爵 （1684年–1750年） |  |  |  |  |  |  |  |  |  |  |  |  |
|                                                                               |                                                                               |                                                                               |                                                                               |                                                                               |                                                                               |                                                                       |                                                                       |                                                                       |                                                                       |                                                                       |                                                                       |                                                                |                                                                |                                                      |                                                      |                                                                     |                                                                     |                                                                                |                                                                                |                                                                                |                                                                                |                                                                                |                                                                                |                                                                               |                                                                               |                                                                               |                                                                               |                                                                               |                                                                               |                                                             |                                                             |                                                                         |                                                                         |                                                                         |                                                                         |                                                                         |                                                                         |                                                  |                                                  |                                                              |                                                              |                                                                   |                                                                   |                                                                       |                                                                       |                                                                       |                                                                       |                                                                       |                                                                       |  |  |  |  |  |  |  |  |  |  |  |  |
|                                                                               |                                                                               |                                                                               |                                                                               |                                                                               |                                                                               |                                                                       |                                                                       |                                                                       |                                                                       |                                                                       |                                                                       |                                                                |                                                                |                                                      |                                                      |                                                                     |                                                                     |                                                                                |                                                                                |                                                                                |                                                                                |                                                                                |                                                                                |                                                                               |                                                                               | 諾森伯蘭公爵                                                                  |                                                                               |                                                                               |                                                                               |                                                             |                                                             |                                                                         |                                                                         |                                                                         |                                                                         |                                                                         |                                                                         |                                                  |                                                  |                                                              |                                                              |                                                                   |                                                                   |                                                                       |                                                                       |                                                                       |                                                                       |                                                                       |                                                                       |  |  |  |  |  |  |  |  |  |  |  |  |
| 愛德華·西摩 第六代貝利波默羅伊的西摩從男爵 第八代森麻實公爵 （1694年–1757年） | 愛德華·西摩 第六代貝利波默羅伊的西摩從男爵 第八代森麻實公爵 （1694年–1757年） | 愛德華·西摩 第六代貝利波默羅伊的西摩從男爵 第八代森麻實公爵 （1694年–1757年） | 愛德華·西摩 第六代貝利波默羅伊的西摩從男爵 第八代森麻實公爵 （1694年–1757年） | 愛德華·西摩 第六代貝利波默羅伊的西摩從男爵 第八代森麻實公爵 （1694年–1757年） | 愛德華·西摩 第六代貝利波默羅伊的西摩從男爵 第八代森麻實公爵 （1694年–1757年） |                                                                       |                                                                       |                                                                       |                                                                       |                                                                       |                                                                       |                                                                |                                                                |                                                      |                                                      |                                                                     |                                                                     |                                                                                |                                                                                |                                                                                |                                                                                |                                                                                |                                                                                |                                                                               |                                                                               |                                                                               |                                                                               |                                                                               |                                                                               |                                                             |                                                             | 喬治·西摩 博尚子爵 （1725年–1744年）                                    | 喬治·西摩 博尚子爵 （1725年–1744年）                                    | 喬治·西摩 博尚子爵 （1725年–1744年）                                    | 喬治·西摩 博尚子爵 （1725年–1744年）                                    | 喬治·西摩 博尚子爵 （1725年–1744年）                                    | 喬治·西摩 博尚子爵 （1725年–1744年）                                    |                                                  |                                                  |                                                              |                                                              |                                                                   |                                                                   |                                                                       |                                                                       |                                                                       |                                                                       |                                                                       |                                                                       |  |  |  |  |  |  |  |  |  |  |  |  |
| 愛德華·西摩 第六代貝利波默羅伊的西摩從男爵 第八代森麻實公爵 （1694年–1757年） | 愛德華·西摩 第六代貝利波默羅伊的西摩從男爵 第八代森麻實公爵 （1694年–1757年） | 愛德華·西摩 第六代貝利波默羅伊的西摩從男爵 第八代森麻實公爵 （1694年–1757年） | 愛德華·西摩 第六代貝利波默羅伊的西摩從男爵 第八代森麻實公爵 （1694年–1757年） | 愛德華·西摩 第六代貝利波默羅伊的西摩從男爵 第八代森麻實公爵 （1694年–1757年） | 愛德華·西摩 第六代貝利波默羅伊的西摩從男爵 第八代森麻實公爵 （1694年–1757年） |                                                                       |                                                                       |                                                                       |                                                                       |                                                                       |                                                                       |                                                                |                                                                |                                                      |                                                      |                                                                     |                                                                     |                                                                                |                                                                                |                                                                                |                                                                                |                                                                                |                                                                                |                                                                               |                                                                               |                                                                               |                                                                               |                                                                               |                                                                               |                                                             |                                                             | 喬治·西摩 博尚子爵 （1725年–1744年）                                    | 喬治·西摩 博尚子爵 （1725年–1744年）                                    | 喬治·西摩 博尚子爵 （1725年–1744年）                                    | 喬治·西摩 博尚子爵 （1725年–1744年）                                    | 喬治·西摩 博尚子爵 （1725年–1744年）                                    | 喬治·西摩 博尚子爵 （1725年–1744年）                                    |                                                  |                                                  |                                                              |                                                              |                                                                   |                                                                   |                                                                       |                                                                       |                                                                       |                                                                       |                                                                       |                                                                       |  |  |  |  |  |  |  |  |  |  |  |  |
|                                                                               |                                                                               |                                                                               |                                                                               |                                                                               |                                                                               |                                                                       |                                                                       |                                                                       |                                                                       |                                                                       |                                                                       |                                                                |                                                                |                                                      |                                                      |                                                                     |                                                                     |                                                                                |                                                                                |                                                                                |                                                                                |                                                                                |                                                                                |                                                                               |                                                                               |                                                                               |                                                                               |                                                                               |                                                                               |                                                             |                                                             |                                                                         |                                                                         |                                                                         |                                                                         |                                                                         |                                                                         |                                                  |                                                  |                                                              |                                                              |                                                                   |                                                                   |                                                                       |                                                                       |                                                                       |                                                                       |                                                                       |                                                                       |  |  |  |  |  |  |  |  |  |  |  |  |
| 愛德華·西摩 第九代森麻實公爵 （1717年–1792年）                                | 愛德華·西摩 第九代森麻實公爵 （1717年–1792年）                                | 愛德華·西摩 第九代森麻實公爵 （1717年–1792年）                                | 愛德華·西摩 第九代森麻實公爵 （1717年–1792年）                                | 愛德華·西摩 第九代森麻實公爵 （1717年–1792年）                                | 愛德華·西摩 第九代森麻實公爵 （1717年–1792年）                                |                                                                       |                                                                       | 韋伯·西摩 第十代森麻實公爵 （1718年–1793年）                          | 韋伯·西摩 第十代森麻實公爵 （1718年–1793年）                          | 韋伯·西摩 第十代森麻實公爵 （1718年–1793年）                          | 韋伯·西摩 第十代森麻實公爵 （1718年–1793年）                          | 韋伯·西摩 第十代森麻實公爵 （1718年–1793年）                   | 韋伯·西摩 第十代森麻實公爵 （1718年–1793年）                   |                                                      |                                                      |                                                                     |                                                                     |                                                                                |                                                                                |                                                                                |                                                                                |                                                                                |                                                                                | 弗朗西斯·西摩勳爵 (1726年–1799年）                                            | 弗朗西斯·西摩勳爵 (1726年–1799年）                                            | 弗朗西斯·西摩勳爵 (1726年–1799年）                                            | 弗朗西斯·西摩勳爵 (1726年–1799年）                                            | 弗朗西斯·西摩勳爵 (1726年–1799年）                                            | 弗朗西斯·西摩勳爵 (1726年–1799年）                                            |                                                             |                                                             |                                                                         |                                                                         |                                                                         |                                                                         |                                                                         |                                                                         |                                                  |                                                  |                                                              |                                                              |                                                                   |                                                                   |                                                                       |                                                                       |                                                                       |                                                                       |                                                                       |                                                                       |  |  |  |  |  |  |  |  |  |  |  |  |
| 愛德華·西摩 第九代森麻實公爵 （1717年–1792年）                                | 愛德華·西摩 第九代森麻實公爵 （1717年–1792年）                                | 愛德華·西摩 第九代森麻實公爵 （1717年–1792年）                                | 愛德華·西摩 第九代森麻實公爵 （1717年–1792年）                                | 愛德華·西摩 第九代森麻實公爵 （1717年–1792年）                                | 愛德華·西摩 第九代森麻實公爵 （1717年–1792年）                                |                                                                       |                                                                       | 韋伯·西摩 第十代森麻實公爵 （1718年–1793年）                          | 韋伯·西摩 第十代森麻實公爵 （1718年–1793年）                          | 韋伯·西摩 第十代森麻實公爵 （1718年–1793年）                          | 韋伯·西摩 第十代森麻實公爵 （1718年–1793年）                          | 韋伯·西摩 第十代森麻實公爵 （1718年–1793年）                   | 韋伯·西摩 第十代森麻實公爵 （1718年–1793年）                   |                                                      |                                                      |                                                                     |                                                                     |                                                                                |                                                                                |                                                                                |                                                                                |                                                                                |                                                                                | 弗朗西斯·西摩勳爵 (1726年–1799年）                                            | 弗朗西斯·西摩勳爵 (1726年–1799年）                                            | 弗朗西斯·西摩勳爵 (1726年–1799年）                                            | 弗朗西斯·西摩勳爵 (1726年–1799年）                                            | 弗朗西斯·西摩勳爵 (1726年–1799年）                                            | 弗朗西斯·西摩勳爵 (1726年–1799年）                                            |                                                             |                                                             |                                                                         |                                                                         |                                                                         |                                                                         |                                                                         |                                                                         |                                                  |                                                  |                                                              |                                                              |                                                                   |                                                                   |                                                                       |                                                                       |                                                                       |                                                                       |                                                                       |                                                                       |  |  |  |  |  |  |  |  |  |  |  |  |
|                                                                               |                                                                               |                                                                               |                                                                               |                                                                               |                                                                               |                                                                       |                                                                       | 愛德華·阿道弗斯·聖莫 第十一代森麻實公爵 （1775年–1855年）             | 愛德華·阿道弗斯·聖莫 第十一代森麻實公爵 （1775年–1855年）             | 愛德華·阿道弗斯·聖莫 第十一代森麻實公爵 （1775年–1855年）             | 愛德華·阿道弗斯·聖莫 第十一代森麻實公爵 （1775年–1855年）             | 愛德華·阿道弗斯·聖莫 第十一代森麻實公爵 （1775年–1855年）      | 愛德華·阿道弗斯·聖莫 第十一代森麻實公爵 （1775年–1855年）      |                                                      |                                                      |                                                                     |                                                                     |                                                                                |                                                                                |                                                                                |                                                                                |                                                                                |                                                                                | 弗朗西斯·康普頓·西摩 （？–1822年）                                            | 弗朗西斯·康普頓·西摩 （？–1822年）                                            | 弗朗西斯·康普頓·西摩 （？–1822年）                                            | 弗朗西斯·康普頓·西摩 （？–1822年）                                            | 弗朗西斯·康普頓·西摩 （？–1822年）                                            | 弗朗西斯·康普頓·西摩 （？–1822年）                                            |                                                             |                                                             |                                                                         |                                                                         |                                                                         |                                                                         |                                                                         |                                                                         |                                                  |                                                  |                                                              |                                                              |                                                                   |                                                                   |                                                                       |                                                                       |                                                                       |                                                                       |                                                                       |                                                                       |  |  |  |  |  |  |  |  |  |  |  |  |
|                                                                               |                                                                               |                                                                               |                                                                               |                                                                               |                                                                               |                                                                       |                                                                       | 愛德華·阿道弗斯·聖莫 第十一代森麻實公爵 （1775年–1855年）             | 愛德華·阿道弗斯·聖莫 第十一代森麻實公爵 （1775年–1855年）             | 愛德華·阿道弗斯·聖莫 第十一代森麻實公爵 （1775年–1855年）             | 愛德華·阿道弗斯·聖莫 第十一代森麻實公爵 （1775年–1855年）             | 愛德華·阿道弗斯·聖莫 第十一代森麻實公爵 （1775年–1855年）      | 愛德華·阿道弗斯·聖莫 第十一代森麻實公爵 （1775年–1855年）      |                                                      |                                                      |                                                                     |                                                                     |                                                                                |                                                                                |                                                                                |                                                                                |                                                                                |                                                                                | 弗朗西斯·康普頓·西摩 （？–1822年）                                            | 弗朗西斯·康普頓·西摩 （？–1822年）                                            | 弗朗西斯·康普頓·西摩 （？–1822年）                                            | 弗朗西斯·康普頓·西摩 （？–1822年）                                            | 弗朗西斯·康普頓·西摩 （？–1822年）                                            | 弗朗西斯·康普頓·西摩 （？–1822年）                                            |                                                             |                                                             |                                                                         |                                                                         |                                                                         |                                                                         |                                                                         |                                                                         |                                                  |                                                  |                                                              |                                                              |                                                                   |                                                                   |                                                                       |                                                                       |                                                                       |                                                                       |                                                                       |                                                                       |  |  |  |  |  |  |  |  |  |  |  |  |
|                                                                               |                                                                               |                                                                               |                                                                               |                                                                               |                                                                               |                                                                       |                                                                       |                                                                       |                                                                       |                                                                       |                                                                       |                                                                |                                                                |                                                      |                                                      |                                                                     |                                                                     |                                                                                |                                                                                |                                                                                |                                                                                |                                                                                |                                                                                |                                                                               |                                                                               |                                                                               |                                                                               |                                                                               |                                                                               |                                                             |                                                             |                                                                         |                                                                         |                                                                         |                                                                         |                                                                         |                                                                         |                                                  |                                                  |                                                              |                                                              |                                                                   |                                                                   |                                                                       |                                                                       |                                                                       |                                                                       |                                                                       |                                                                       |  |  |  |  |  |  |  |  |  |  |  |  |
| 愛德華·阿道弗斯·聖莫 第十二代森麻實公爵 （1804年–1885年）                     | 愛德華·阿道弗斯·聖莫 第十二代森麻實公爵 （1804年–1885年）                     | 愛德華·阿道弗斯·聖莫 第十二代森麻實公爵 （1804年–1885年）                     | 愛德華·阿道弗斯·聖莫 第十二代森麻實公爵 （1804年–1885年）                     | 愛德華·阿道弗斯·聖莫 第十二代森麻實公爵 （1804年–1885年）                     | 愛德華·阿道弗斯·聖莫 第十二代森麻實公爵 （1804年–1885年）                     |                                                                       |                                                                       | 阿奇博·亨利·阿爾吉儂·聖莫 第十三代森麻實公爵 （1810年–1891年）        | 阿奇博·亨利·阿爾吉儂·聖莫 第十三代森麻實公爵 （1810年–1891年）        | 阿奇博·亨利·阿爾吉儂·聖莫 第十三代森麻實公爵 （1810年–1891年）        | 阿奇博·亨利·阿爾吉儂·聖莫 第十三代森麻實公爵 （1810年–1891年）        | 阿奇博·亨利·阿爾吉儂·聖莫 第十三代森麻實公爵 （1810年–1891年） | 阿奇博·亨利·阿爾吉儂·聖莫 第十三代森麻實公爵 （1810年–1891年） |                                                      |                                                      | 阿爾吉儂·珀西·西摩·班克斯·聖莫 第十四代森麻實公爵 （1813年–1894年） | 阿爾吉儂·珀西·西摩·班克斯·聖莫 第十四代森麻實公爵 （1813年–1894年） | 阿爾吉儂·珀西·西摩·班克斯·聖莫 第十四代森麻實公爵 （1813年–1894年）            | 阿爾吉儂·珀西·西摩·班克斯·聖莫 第十四代森麻實公爵 （1813年–1894年）            | 阿爾吉儂·珀西·西摩·班克斯·聖莫 第十四代森麻實公爵 （1813年–1894年）            | 阿爾吉儂·珀西·西摩·班克斯·聖莫 第十四代森麻實公爵 （1813年–1894年）            |                                                                                |                                                                                | 弗朗西斯·愛德華·聖莫 （1788年–1866）                                          | 弗朗西斯·愛德華·聖莫 （1788年–1866）                                          | 弗朗西斯·愛德華·聖莫 （1788年–1866）                                          | 弗朗西斯·愛德華·聖莫 （1788年–1866）                                          | 弗朗西斯·愛德華·聖莫 （1788年–1866）                                          | 弗朗西斯·愛德華·聖莫 （1788年–1866）                                          |                                                             |                                                             |                                                                         |                                                                         |                                                                         |                                                                         |                                                                         |                                                                         |                                                  |                                                  |                                                              |                                                              |                                                                   |                                                                   |                                                                       |                                                                       |                                                                       |                                                                       |                                                                       |                                                                       |  |  |  |  |  |  |  |  |  |  |  |  |
| 愛德華·阿道弗斯·聖莫 第十二代森麻實公爵 （1804年–1885年）                     | 愛德華·阿道弗斯·聖莫 第十二代森麻實公爵 （1804年–1885年）                     | 愛德華·阿道弗斯·聖莫 第十二代森麻實公爵 （1804年–1885年）                     | 愛德華·阿道弗斯·聖莫 第十二代森麻實公爵 （1804年–1885年）                     | 愛德華·阿道弗斯·聖莫 第十二代森麻實公爵 （1804年–1885年）                     | 愛德華·阿道弗斯·聖莫 第十二代森麻實公爵 （1804年–1885年）                     |                                                                       |                                                                       | 阿奇博·亨利·阿爾吉儂·聖莫 第十三代森麻實公爵 （1810年–1891年）        | 阿奇博·亨利·阿爾吉儂·聖莫 第十三代森麻實公爵 （1810年–1891年）        | 阿奇博·亨利·阿爾吉儂·聖莫 第十三代森麻實公爵 （1810年–1891年）        | 阿奇博·亨利·阿爾吉儂·聖莫 第十三代森麻實公爵 （1810年–1891年）        | 阿奇博·亨利·阿爾吉儂·聖莫 第十三代森麻實公爵 （1810年–1891年） | 阿奇博·亨利·阿爾吉儂·聖莫 第十三代森麻實公爵 （1810年–1891年） |                                                      |                                                      | 阿爾吉儂·珀西·西摩·班克斯·聖莫 第十四代森麻實公爵 （1813年–1894年） | 阿爾吉儂·珀西·西摩·班克斯·聖莫 第十四代森麻實公爵 （1813年–1894年） | 阿爾吉儂·珀西·西摩·班克斯·聖莫 第十四代森麻實公爵 （1813年–1894年）            | 阿爾吉儂·珀西·西摩·班克斯·聖莫 第十四代森麻實公爵 （1813年–1894年）            | 阿爾吉儂·珀西·西摩·班克斯·聖莫 第十四代森麻實公爵 （1813年–1894年）            | 阿爾吉儂·珀西·西摩·班克斯·聖莫 第十四代森麻實公爵 （1813年–1894年）            |                                                                                |                                                                                | 弗朗西斯·愛德華·聖莫 （1788年–1866）                                          | 弗朗西斯·愛德華·聖莫 （1788年–1866）                                          | 弗朗西斯·愛德華·聖莫 （1788年–1866）                                          | 弗朗西斯·愛德華·聖莫 （1788年–1866）                                          | 弗朗西斯·愛德華·聖莫 （1788年–1866）                                          | 弗朗西斯·愛德華·聖莫 （1788年–1866）                                          |                                                             |                                                             |                                                                         |                                                                         |                                                                         |                                                                         |                                                                         |                                                                         |                                                  |                                                  |                                                              |                                                              |                                                                   |                                                                   |                                                                       |                                                                       |                                                                       |                                                                       |                                                                       |                                                                       |  |  |  |  |  |  |  |  |  |  |  |  |
| 愛德華·阿道弗斯·費迪南德·西摩 聖莫伯爵 （1835年–1869年）                      | 愛德華·阿道弗斯·費迪南德·西摩 聖莫伯爵 （1835年–1869年）                      | 愛德華·阿道弗斯·費迪南德·西摩 聖莫伯爵 （1835年–1869年）                      | 愛德華·阿道弗斯·費迪南德·西摩 聖莫伯爵 （1835年–1869年）                      | 愛德華·阿道弗斯·費迪南德·西摩 聖莫伯爵 （1835年–1869年）                      | 愛德華·阿道弗斯·費迪南德·西摩 聖莫伯爵 （1835年–1869年）                      |                                                                       |                                                                       |                                                                       |                                                                       |                                                                       |                                                                       |                                                                |                                                                |                                                      |                                                      | 阿爾吉儂·西摩 第十五代森麻實公爵 （1846年–1923年）                  | 阿爾吉儂·西摩 第十五代森麻實公爵 （1846年–1923年）                  | 阿爾吉儂·西摩 第十五代森麻實公爵 （1846年–1923年）                             | 阿爾吉儂·西摩 第十五代森麻實公爵 （1846年–1923年）                             | 阿爾吉儂·西摩 第十五代森麻實公爵 （1846年–1923年）                             | 阿爾吉儂·西摩 第十五代森麻實公爵 （1846年–1923年）                             |                                                                                |                                                                                | 弗朗西斯·佩恩·西摩 （1815年–1870年）                                          | 弗朗西斯·佩恩·西摩 （1815年–1870年）                                          | 弗朗西斯·佩恩·西摩 （1815年–1870年）                                          | 弗朗西斯·佩恩·西摩 （1815年–1870年）                                          | 弗朗西斯·佩恩·西摩 （1815年–1870年）                                          | 弗朗西斯·佩恩·西摩 （1815年–1870年）                                          |                                                             |                                                             |                                                                         |                                                                         |                                                                         |                                                                         |                                                                         |                                                                         |                                                  |                                                  |                                                              |                                                              |                                                                   |                                                                   |                                                                       |                                                                       |                                                                       |                                                                       |                                                                       |                                                                       |  |  |  |  |  |  |  |  |  |  |  |  |
| 愛德華·阿道弗斯·費迪南德·西摩 聖莫伯爵 （1835年–1869年）                      | 愛德華·阿道弗斯·費迪南德·西摩 聖莫伯爵 （1835年–1869年）                      | 愛德華·阿道弗斯·費迪南德·西摩 聖莫伯爵 （1835年–1869年）                      | 愛德華·阿道弗斯·費迪南德·西摩 聖莫伯爵 （1835年–1869年）                      | 愛德華·阿道弗斯·費迪南德·西摩 聖莫伯爵 （1835年–1869年）                      | 愛德華·阿道弗斯·費迪南德·西摩 聖莫伯爵 （1835年–1869年）                      |                                                                       |                                                                       |                                                                       |                                                                       |                                                                       |                                                                       |                                                                |                                                                |                                                      |                                                      | 阿爾吉儂·西摩 第十五代森麻實公爵 （1846年–1923年）                  | 阿爾吉儂·西摩 第十五代森麻實公爵 （1846年–1923年）                  | 阿爾吉儂·西摩 第十五代森麻實公爵 （1846年–1923年）                             | 阿爾吉儂·西摩 第十五代森麻實公爵 （1846年–1923年）                             | 阿爾吉儂·西摩 第十五代森麻實公爵 （1846年–1923年）                             | 阿爾吉儂·西摩 第十五代森麻實公爵 （1846年–1923年）                             |                                                                                |                                                                                | 弗朗西斯·佩恩·西摩 （1815年–1870年）                                          | 弗朗西斯·佩恩·西摩 （1815年–1870年）                                          | 弗朗西斯·佩恩·西摩 （1815年–1870年）                                          | 弗朗西斯·佩恩·西摩 （1815年–1870年）                                          | 弗朗西斯·佩恩·西摩 （1815年–1870年）                                          | 弗朗西斯·佩恩·西摩 （1815年–1870年）                                          |                                                             |                                                             |                                                                         |                                                                         |                                                                         |                                                                         |                                                                         |                                                                         |                                                  |                                                  |                                                              |                                                              |                                                                   |                                                                   |                                                                       |                                                                       |                                                                       |                                                                       |                                                                       |                                                                       |  |  |  |  |  |  |  |  |  |  |  |  |
|                                                                               |                                                                               |                                                                               |                                                                               |                                                                               |                                                                               |                                                                       |                                                                       |                                                                       |                                                                       |                                                                       |                                                                       |                                                                |                                                                |                                                      |                                                      |                                                                     |                                                                     |                                                                                |                                                                                |                                                                                |                                                                                |                                                                                |                                                                                |                                                                               |                                                                               |                                                                               |                                                                               |                                                                               |                                                                               |                                                             |                                                             |                                                                         |                                                                         |                                                                         |                                                                         |                                                                         |                                                                         |                                                  |                                                  |                                                              |                                                              |                                                                   |                                                                   |                                                                       |                                                                       |                                                                       |                                                                       |                                                                       |                                                                       |  |  |  |  |  |  |  |  |  |  |  |  |
|                                                                               |                                                                               |                                                                               |                                                                               |                                                                               |                                                                               |                                                                       |                                                                       |                                                                       |                                                                       |                                                                       |                                                                       |                                                                |                                                                |                                                      |                                                      |                                                                     |                                                                     |                                                                                |                                                                                | 弗朗西斯·亞歷山大·達拉斯·西摩 （1853年–1883年）                                | 弗朗西斯·亞歷山大·達拉斯·西摩 （1853年–1883年）                                | 弗朗西斯·亞歷山大·達拉斯·西摩 （1853年–1883年）                                | 弗朗西斯·亞歷山大·達拉斯·西摩 （1853年–1883年）                                | 弗朗西斯·亞歷山大·達拉斯·西摩 （1853年–1883年）                               | 弗朗西斯·亞歷山大·達拉斯·西摩 （1853年–1883年）                               |                                                                               |                                                                               | 愛德華·咸美頓·西摩 第十六代森麻實公爵 （1860年–1931年）                       | 愛德華·咸美頓·西摩 第十六代森麻實公爵 （1860年–1931年）                       | 愛德華·咸美頓·西摩 第十六代森麻實公爵 （1860年–1931年）     | 愛德華·咸美頓·西摩 第十六代森麻實公爵 （1860年–1931年）     | 愛德華·咸美頓·西摩 第十六代森麻實公爵 （1860年–1931年）                 | 愛德華·咸美頓·西摩 第十六代森麻實公爵 （1860年–1931年）                 |                                                                         |                                                                         |                                                                         |                                                                         |                                                  |                                                  |                                                              |                                                              |                                                                   |                                                                   |                                                                       |                                                                       |                                                                       |                                                                       |                                                                       |                                                                       |  |  |  |  |  |  |  |  |  |  |  |  |
|                                                                               |                                                                               |                                                                               |                                                                               |                                                                               |                                                                               |                                                                       |                                                                       |                                                                       |                                                                       |                                                                       |                                                                       |                                                                |                                                                |                                                      |                                                      |                                                                     |                                                                     |                                                                                |                                                                                | 弗朗西斯·亞歷山大·達拉斯·西摩 （1853年–1883年）                                | 弗朗西斯·亞歷山大·達拉斯·西摩 （1853年–1883年）                                | 弗朗西斯·亞歷山大·達拉斯·西摩 （1853年–1883年）                                | 弗朗西斯·亞歷山大·達拉斯·西摩 （1853年–1883年）                                | 弗朗西斯·亞歷山大·達拉斯·西摩 （1853年–1883年）                               | 弗朗西斯·亞歷山大·達拉斯·西摩 （1853年–1883年）                               |                                                                               |                                                                               | 愛德華·咸美頓·西摩 第十六代森麻實公爵 （1860年–1931年）                       | 愛德華·咸美頓·西摩 第十六代森麻實公爵 （1860年–1931年）                       | 愛德華·咸美頓·西摩 第十六代森麻實公爵 （1860年–1931年）     | 愛德華·咸美頓·西摩 第十六代森麻實公爵 （1860年–1931年）     | 愛德華·咸美頓·西摩 第十六代森麻實公爵 （1860年–1931年）                 | 愛德華·咸美頓·西摩 第十六代森麻實公爵 （1860年–1931年）                 |                                                                         |                                                                         |                                                                         |                                                                         |                                                  |                                                  |                                                              |                                                              |                                                                   |                                                                   |                                                                       |                                                                       |                                                                       |                                                                       |                                                                       |                                                                       |  |  |  |  |  |  |  |  |  |  |  |  |
|                                                                               |                                                                               |                                                                               |                                                                               |                                                                               |                                                                               |                                                                       |                                                                       |                                                                       |                                                                       |                                                                       |                                                                       |                                                                |                                                                |                                                      |                                                      |                                                                     |                                                                     |                                                                                |                                                                                |                                                                                |                                                                                |                                                                                |                                                                                |                                                                               |                                                                               |                                                                               |                                                                               | 伊夫林·弗朗西斯·愛德華·西摩 第十七代森麻實公爵 （1882年–1954年）              |                                                                               |                                                             |                                                             |                                                                         |                                                                         |                                                                         |                                                                         |                                                                         |                                                                         |                                                  |                                                  |                                                              |                                                              |                                                                   |                                                                   |                                                                       |                                                                       |                                                                       |                                                                       |                                                                       |                                                                       |  |  |  |  |  |  |  |  |  |  |  |  |
|                                                                               |                                                                               |                                                                               |                                                                               |                                                                               |                                                                               |                                                                       |                                                                       |                                                                       |                                                                       |                                                                       |                                                                       |                                                                |                                                                |                                                      |                                                      |                                                                     |                                                                     |                                                                                |                                                                                |                                                                                |                                                                                |                                                                                |                                                                                |                                                                               |                                                                               |                                                                               |                                                                               |                                                                               |                                                                               |                                                             |                                                             |                                                                         |                                                                         |                                                                         |                                                                         |                                                                         |                                                                         |                                                  |                                                  |                                                              |                                                              |                                                                   |                                                                   |                                                                       |                                                                       |                                                                       |                                                                       |                                                                       |                                                                       |  |  |  |  |  |  |  |  |  |  |  |  |
|                                                                               |                                                                               |                                                                               |                                                                               |                                                                               |                                                                               |                                                                       |                                                                       |                                                                       |                                                                       |                                                                       |                                                                       |                                                                |                                                                |                                                      |                                                      |                                                                     |                                                                     |                                                                                |                                                                                |                                                                                |                                                                                |                                                                                |                                                                                |                                                                               |                                                                               |                                                                               |                                                                               | 珀西·咸美頓·西摩 第十八代森麻實公爵 （1910年–1984年）                         |                                                                               |                                                             |                                                             |                                                                         |                                                                         |                                                                         |                                                                         |                                                                         |                                                                         |                                                  |                                                  |                                                              |                                                              |                                                                   |                                                                   |                                                                       |                                                                       |                                                                       |                                                                       |                                                                       |                                                                       |  |  |  |  |  |  |  |  |  |  |  |  |
|                                                                               |                                                                               |                                                                               |                                                                               |                                                                               |                                                                               |                                                                       |                                                                       |                                                                       |                                                                       |                                                                       |                                                                       |                                                                |                                                                |                                                      |                                                      |                                                                     |                                                                     |                                                                                |                                                                                |                                                                                |                                                                                |                                                                                |                                                                                |                                                                               |                                                                               |                                                                               |                                                                               |                                                                               |                                                                               |                                                             |                                                             |                                                                         |                                                                         |                                                                         |                                                                         |                                                                         |                                                                         |                                                  |                                                  |                                                              |                                                              |                                                                   |                                                                   |                                                                       |                                                                       |                                                                       |                                                                       |                                                                       |                                                                       |  |  |  |  |  |  |  |  |  |  |  |  |
|                                                                               |                                                                               |                                                                               |                                                                               |                                                                               |                                                                               |                                                                       |                                                                       |                                                                       |                                                                       |                                                                       |                                                                       |                                                                |                                                                |                                                      |                                                      |                                                                     |                                                                     |                                                                                |                                                                                |                                                                                |                                                                                |                                                                                |                                                                                |                                                                               |                                                                               |                                                                               |                                                                               | 約翰·米高·愛德華·西摩 第十九代森麻實公爵 （1952年–）                          |                                                                               |                                                             |                                                             |                                                                         |                                                                         |                                                                         |                                                                         |                                                                         |                                                                         |                                                  |                                                  |                                                              |                                                              |                                                                   |                                                                   |                                                                       |                                                                       |                                                                       |                                                                       |                                                                       |                                                                       |  |  |  |  |  |  |  |  |  |  |  |  |
|                                                                               |                                                                               |                                                                               |                                                                               |                                                                               |                                                                               |                                                                       |                                                                       |                                                                       |                                                                       |                                                                       |                                                                       |                                                                |                                                                |                                                      |                                                      |                                                                     |                                                                     |                                                                                |                                                                                |                                                                                |                                                                                |                                                                                |                                                                                |                                                                               |                                                                               |                                                                               |                                                                               |                                                                               |                                                                               |                                                             |                                                             |                                                                         |                                                                         |                                                                         |                                                                         |                                                                         |                                                                         |                                                  |                                                  |                                                              |                                                              |                                                                   |                                                                   |                                                                       |                                                                       |                                                                       |                                                                       |                                                                       |                                                                       |  |  |  |  |  |  |  |  |  |  |  |  |
|                                                                               |                                                                               |                                                                               |                                                                               |                                                                               |                                                                               |                                                                       |                                                                       |                                                                       |                                                                       |                                                                       |                                                                       |                                                                |                                                                |                                                      |                                                      |                                                                     |                                                                     |                                                                                |                                                                                |                                                                                |                                                                                |                                                                                |                                                                                |                                                                               |                                                                               |                                                                               |                                                                               | 塞巴斯蒂安·愛德華·西摩 西摩勳爵 （1982年–）                                   |                                                                               |                                                             |                                                             |                                                                         |                                                                         |                                                                         |                                                                         |                                                                         |                                                                         |                                                  |                                                  |                                                              |                                                              |                                                                   |                                                                   |                                                                       |                                                                       |                                                                       |                                                                       |                                                                       |                                                                       |  |  |  |  |  |  |  |  |  |  |  |  |

## 外部連結
- An Online Gotha – Somerset （页面存档备份，存于）
- Somerset, Duke of (E, 1546/7) at Cracroft's Peerage